# Sonic the Hedgehog (serie)
Sonic the Hedgehog es una serie de videojuegos y franquicia multimedia creada por los desarrolladores japoneses Yuji Naka, Naoto Ohshima e Hirokazu Yasuhara para Sega. La franquicia sigue a Sonic, un erizo azul antropomórfico que lucha contra el malvado Doctor Eggman, un científico loco. Los juegos principales de Sonic the Hedgehog son plataformeros, desarrollados principalmente por Sonic Team; otros, desarrollados por diversos estudios, incluyen spin-offs de carreras, lucha, juegos de fiesta y deportes. La franquicia también incorpora medios impresos, animaciones, películas y productos promocionales.
Naka, Ohshima y Yasuhara desarrollaron el primer juego de Sonic, lanzado en 1991 para Sega Genesis, para proporcionar a Sega una mascota que compitiera con Mario de Nintendo. Su éxito ayudó a Sega a convertirse en una de las compañías líderes de videojuegos durante la cuarta generación de consolas a principios de la década de 1990. Sega Technical Institute desarrolló los tres siguientes juegos de Sonic, además del spin-off Sonic Spinball (1993). Varios juegos también se desarrollaron para las consolas de 8 bits de Sega, Master System y Game Gear. Tras un paréntesis durante la fallida era del Saturn, el primer gran juego de Sonic en 3D, Sonic Adventure, se lanzó en 1998 para Dreamcast. Sega abandonó el mercado de consolas y se dedicó al desarrollo de terceros en 2001, continuando la serie en consolas de Nintendo, Xbox y PlayStation. Takashi Iizuka ha sido el productor de la serie desde 2010.
Los elementos recurrentes de Sonic incluyen un sistema de salud basado en anillos, escenarios de nivel como Green Hill Zone y una jugabilidad trepidante. Los juegos suelen presentar a Sonic proponiéndose detener los planes de Eggman para dominar el mundo, y el jugador recorre niveles que incluyen manantiales, pendientes, pozos sin fondo y bucles verticales. Juegos posteriores añadieron un amplio elenco de personajes. Algunos, como Miles «Tails» Prower, Knuckles the Echidna y Shadow the Hedgehog, han protagonizado spin-offs. La franquicia ha cruzado con otras de videojuegos como Mario & Sonic, Sega All-Stars y Super Smash Bros. Además de los videojuegos, Sonic incluye cómics publicados por Archie, DC, Fleetway Publications e IDW Publishing; series animadas producidas por DIC Entertainment, TMS Entertainment, Genao Productions y Netflix; una serie de películas de acción real producida por Paramount Pictures; y juguetes, incluyendo una línea de sets de construcción de Lego.
Sonic the Hedgehog es la franquicia insignia de Sega, una de las sagas de videojuegos más vendidas y una de medios más taquilleras, con más de 183,13 millones de copias vendidas en febrero de 2025 y una recaudación actual de más de 6.360 millones de dólares. Las ventas de la serie y las descargas de juegos móviles gratuitos alcanzaron los 1770 millones en 2024. Los juegos de Sonic de Genesis se han descrito como representativos de la cultura de los 90 y figuran entre los mejores de todos los tiempos. Aunque juegos posteriores, como el de 2006, recibieron peores críticas, Sonic es influyente en la industria de los videojuegos y se le menciona con frecuencia en la cultura popular. La franquicia es conocida por su fandom, que produce contenido no oficial, como fan arts y fangames.

## Historia

### 1990-1991: concepción y primer juego

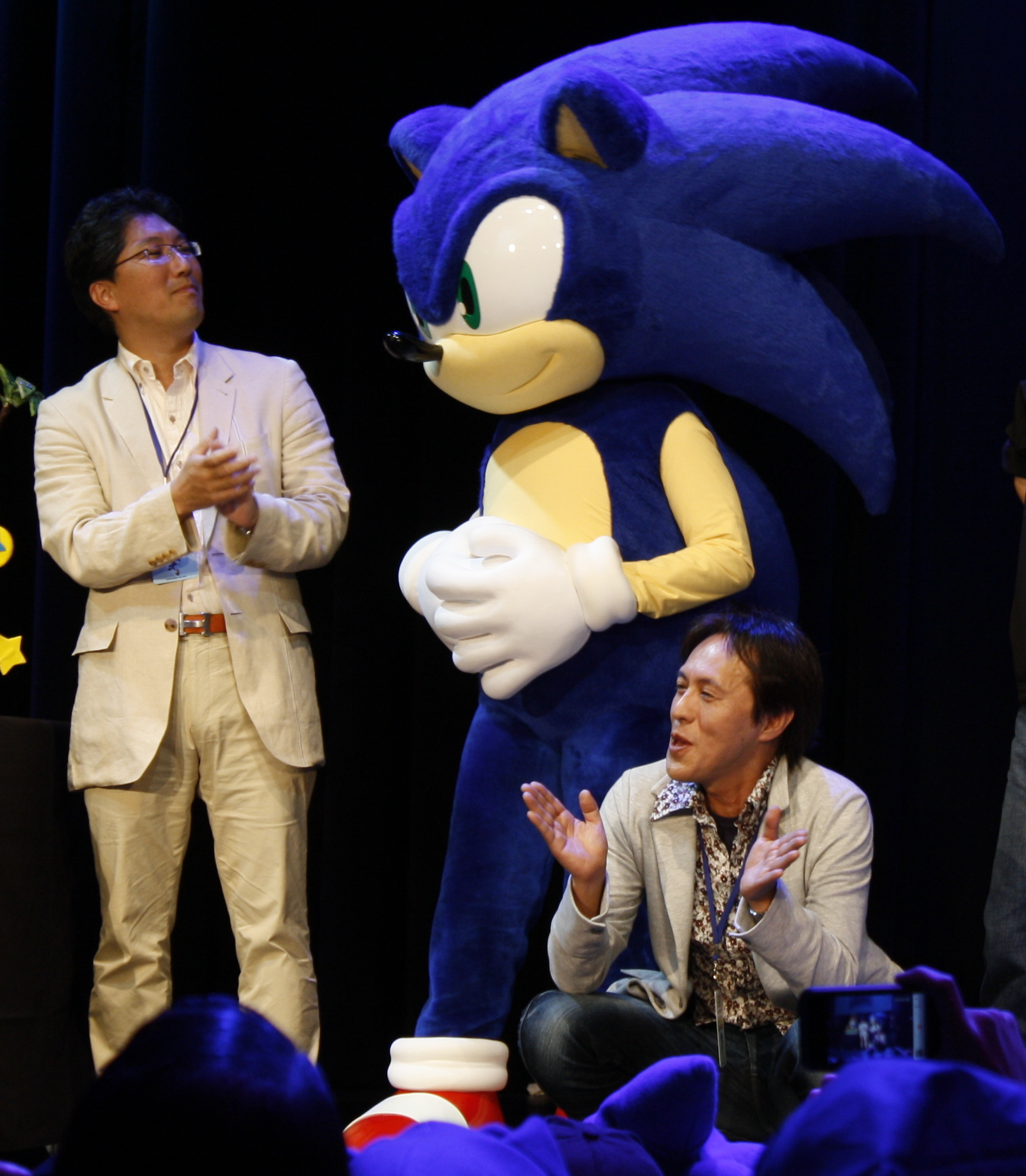
Cocreadores de Sonic the Hedgehog: el programador Yuji Naka (izquierda) y el artista Naoto Ohshima (derecha)

En 1990, la compañía japonesa de videojuegos Sega quería afianzarse en el mercado de las consolas de videojuegos con su consola de 16 bits, la Sega Genesis. Los esfuerzos de la empresa se habían visto obstaculizados por el dominio de Nintendo; Genesis no tenía una gran base instalada y Nintendo no tomó en serio a Sega como competidor.: 414  El director ejecutivo de Sega of America, Michael Katz, intentó desafiar a Nintendo con la campaña de marketing «Genesis does what Nintendon't» —en español: «Genesis hace lo que Nintendo no»— y colaborando con atletas y celebridades para crear juegos.: 405–406  Estos esfuerzos no rompieron el dominio de Nintendo, y Katz fue reemplazado por Tom Kalinske, anteriormente en Mattel.: 423–424 
El presidente de Sega, Hayao Nakayama, decidió que la empresa necesitaba una serie emblemática y una mascota para competir con la franquicia Mario de Nintendo. Nintendo había lanzado recientemente Super Mario Bros. 3, en ese momento el videojuego más vendido de la historia. La estrategia de Sega se había basado en trasladar sus exitosos juegos de arcade a Genesis; sin embargo, Nakayama reconoció que Sega necesitaba un personaje estrella en un juego que pudiera demostrar el poder del hardware de Genesis. Se llevó a cabo un concurso interno para determinar un juego insignia, con un enfoque en la audiencia estadounidense. Entre los equipos que trabajaron en las propuestas se encontraban el artista Naoto Ohshima y el programador Yuji Naka.: 20–33, 96–101  La jugabilidad de Sonic the Hedgehog (1991) se originó con una demo técnica creada por Naka, quien había desarrollado un algoritmo que permitió que un sprite se moviera suavemente en una curva al determinar su posición con una matriz de puntos. El prototipo de Naka era un juego de plataformas en el que un personaje que se movía rápidamente rodaba como una bola a través de un largo tubo sinuoso. La dirección de Sega aceptó el proyecto del dúo y se les unió el diseñador Hirokazu Yasuhara.: 20–33, 96–101 

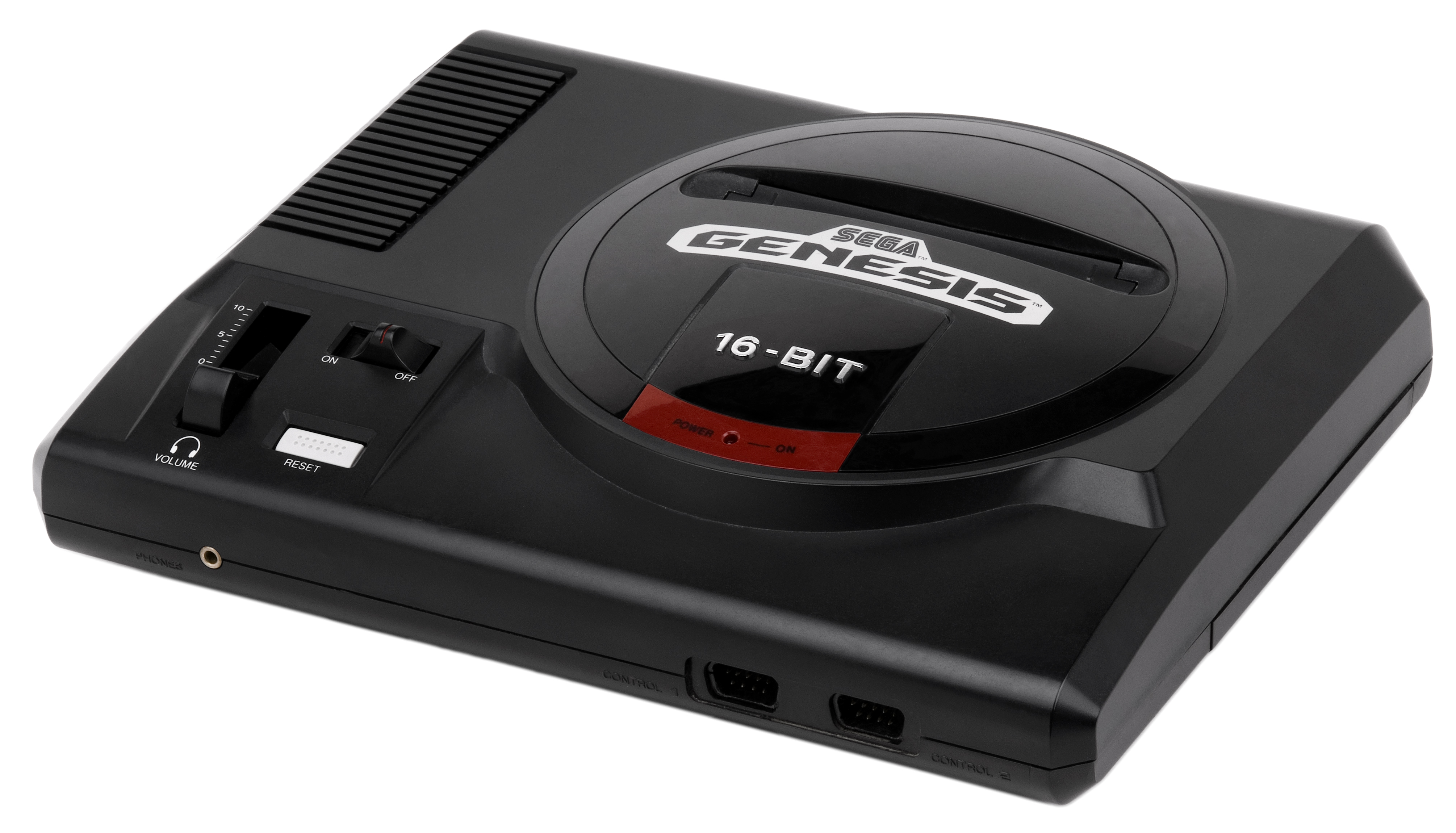
El Sonic the Hedgehog original salió a la venta el 23 de junio de 1991, lo que ayudó al Sega Genesis en impulsar las ventas.

Después de que Yasuhara se uniera a Naka y Ohshima, su atención se centró en el protagonista, quien Sega esperaba que pudiera convertirse en su mascota.: 20–33, 96–101 El protagonista era inicialmente un conejo capaz de agarrar objetos con orejas prensiles, pero el concepto resultó demasiado complejo para el hardware. El equipo pasó a los animales que podían rodar en una bola, y finalmente se decidió por Sonic, un erizo azul creado por Ohshima. El prototipo de Naka se amplió con el diseño de personajes de Ohshima y los niveles concebidos por Yasuhara. El color de Sonic se eligió para que coincidiera con el logotipo azul cobalto de Sega, y sus zapatos rojos y blancos se inspiraron en la portada del álbum Bad (1987) de Michael Jackson. Su personalidad se basó en la actitud de «puedo hacerlo» de Bill Clinton. El antagonista, el Doctor Eggman, era otro personaje que Ohshima había diseñado para el concurso. El equipo pensó que el diseño abandonado era excelente y lo rediseñó como un villano. El equipo tomó el nombre de Sonic Team para el lanzamiento del juego.
La primera aparición de Sonic se produjo en el juego de carreras Rad Mobile (1991) de Sega AM3, cinco meses antes del lanzamiento de Sonic the Hedgehog, como un adorno que colgaba del espejo retrovisor del conductor. Los desarrolladores de Sonic permitieron que AM3 usara al personaje porque estaban interesados en hacerlo visible al público. Según Mark Cerny, que trabajaba en Tokio como intermediario entre las oficinas japonesas y estadounidenses de Sega, el personal estadounidense sintió que Sonic no tenía ningún atractivo. Aunque Katz estaba seguro de que Sonic no sería popular entre los niños estadounidenses, Kalinske hizo arreglos para colocar a Sonic the Hedgehog como el juego que venia incluido con Genesis. Con un juego rápido, Sonic the Hedgehog recibió elogios de la crítica. Aumentó en gran medida la popularidad de Sega Genesis en América del Norte, acreditado con ayudar a Sega a ganar el 65 % de la cuota de mercado frente a Nintendo.

### 1991-1995: secuelas del Genesis

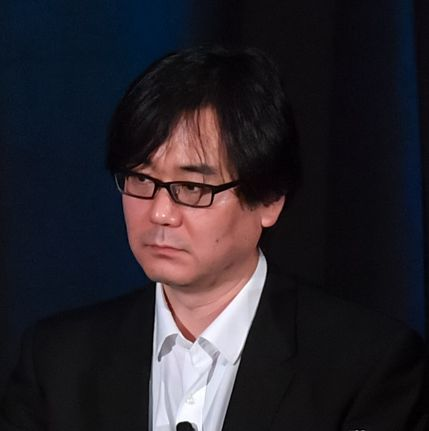
Hirokazu Yasuhara (fotografiado en 2018) diseñó la mayoría de los juegos de Sonic en Genesis.

Naka no estaba satisfecho con su trato en Sega y sintió que recibió poco crédito por su participación en el éxito. Renunció, pero Cerny lo contrató para trabajar en el Sega Technical Institute (STI) con sede en EE. UU., con un salario más alto y más libertad creativa. Yasuhara también decidió mudarse a STI. STI comenzó a trabajar en Sonic the Hedgehog 2 (1992) en noviembre de 1991. El artista de nivel Yasushi Yamaguchi diseñó al nuevo compañero de Sonic, Tails, un zorro volador de dos colas inspirado en el mitológico kitsune. Al igual que su predecesor, Sonic the Hedgehog 2 fue un gran éxito, pero su desarrollo se vio afectado por la barrera del lenguaje y las diferencias culturales entre los desarrolladores japoneses y estadounidenses. Mientras STI desarrollaba Sonic 2, Ohshima dirigió un equipo en Japón para crear Sonic CD del accesorio de CD-ROM de Genesis, el Sega CD; comenzó como una adaptación del primer juego pero evolucionó hasta convertirse en un proyecto separado.
Una vez que concluyó el desarrollo de Sonic 2, Cerny se fue y fue reemplazado por Roger Hector. STI se dividió en dos equipos: los desarrolladores japoneses liderados por Naka y los desarrolladores estadounidenses. Los japoneses comenzaron a trabajar en Sonic the Hedgehog 3 (1994). Inicialmente se desarrolló como un juego isométrico que usaba el chip Sega Virtua Processor, pero se reinició como un juego de desplazamiento lateral más convencional después de que el chip se retrasó. Presentó al rival de Sonic, Knuckles, creado por el artista Takashi Thomas Yuda.: 51, 233  Debido a una promoción inminente con McDonald's y restricciones de tamaño de los cartuchos, el proyecto se dividió en dos: la primera mitad, Sonic 3, se lanzó en febrero de 1994, y el segundo, Sonic & Knuckles, unos meses después. El cartucho de Sonic & Knuckles contiene un adaptador que permite a los jugadores conectarlo a Sonic 3, creando un juego combinado, Sonic 3 & Knuckles. Sonic 3 y Sonic & Knuckles, al igual que sus predecesores, fueron aclamados. Para lanzar un juego de Sonic a tiempo para la temporada de compras navideñas de 1993, Sega encargó al equipo estadounidense que hiciera un nuevo juego, el spin-off Sonic Spinball. Si bien Spinball recibió malas críticas, se vendió bien y ayudó a construir la reputación de sus desarrolladores.
Se realizaron varios juegos de Sonic para las consolas de 8 bits de Sega, Master System y Game Gear. El primero, una versión de 8 bits del Sonic original, fue desarrollado por Ancient para promocionar el Game Gear y lanzado en diciembre de 1991. Aspect Co. desarrolló la mayoría de los juegos posteriores de Sonic de 8 bits, comenzando con una versión de Sonic 2. Otros juegos de Sonic lanzados durante este período incluyen Dr. Robotnik's Mean Bean Machine (1993), una versión occidental del juego de rompecabezas japonés Puyo Puyo (1991), SegaSonic the Hedgehog (1993), un juego arcade con jugabilidad isométrica, y Knuckles' Chaotix (1995), un spin-off del complemento 32X de Genesis protagonizado por Knuckles.

### 1995-1998: era del Saturn

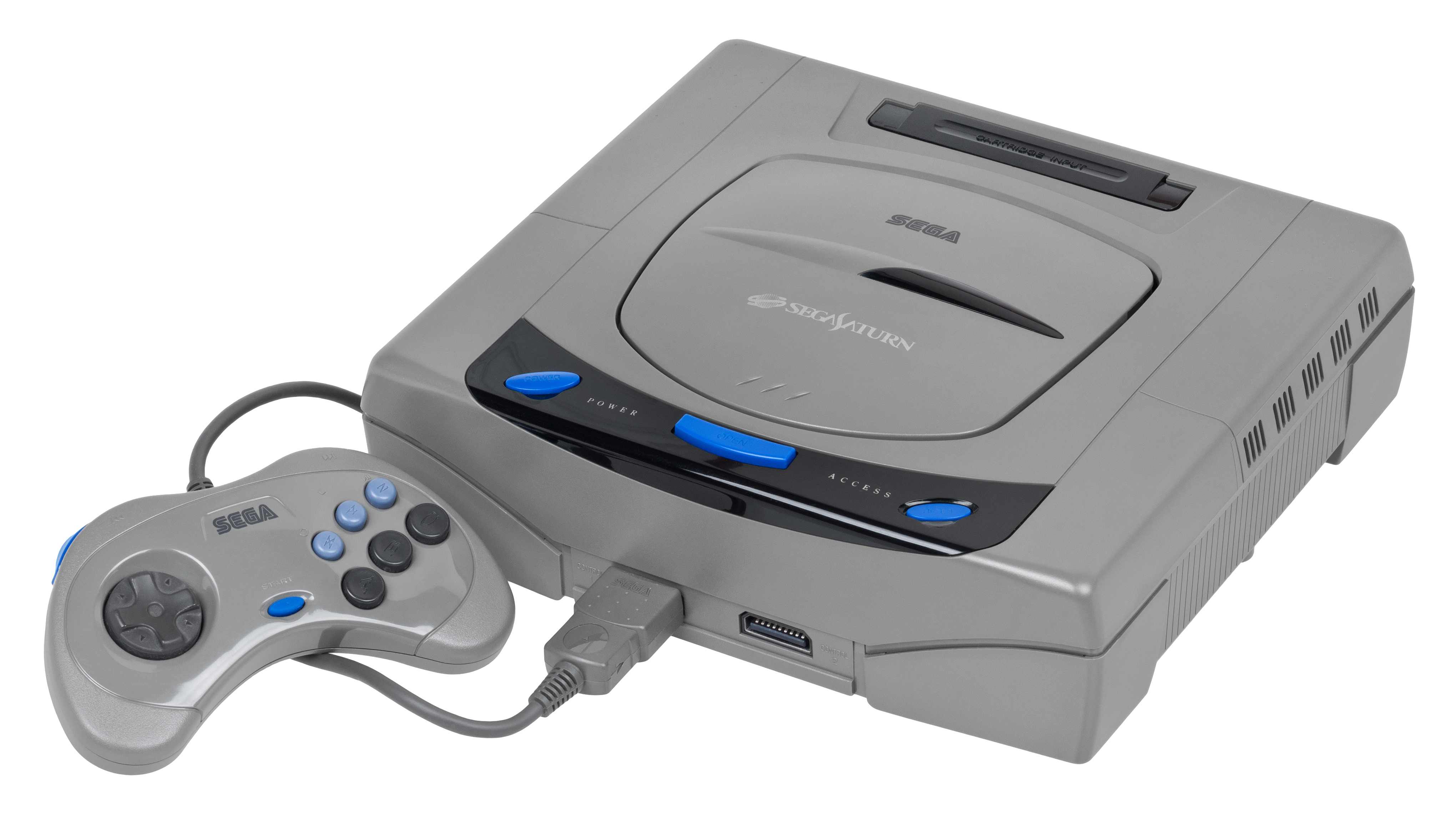
Se lanzaron pocos juegos de Sonic para Saturn. La cancelación de Sonic X-treme se considera un factor importante en el fracaso comercial de la consola.

Tras el lanzamiento de Sonic & Knuckles, Yasuhara dejó Sega y Naka regresó a Japón, donde le ofrecieron un papel como productor. Se reunió con Ohshima y trajo con él a Takashi Iizuka, quien había trabajado con el equipo de Naka en STI. Con el regreso de Naka, Sonic Team se formó oficialmente como marca. Sonic Team comenzó a trabajar en una nueva propiedad intelectual, Nights into Dreams (1996), para la consola Saturn de 32 bits de Sega. En 1996, hacia el final del ciclo de vida de Genesis, Sega lanzó Sonic 3D Blast, un juego isométrico basado en el concepto original de Sonic 3, ya que el sistema todavía tenía una gran base instalada. Fue el último juego de Sonic producido para Genesis, y fue desarrollado como un canto de cisne para el sistema. Dado que Sonic Team estaba preocupado con Nights into Dreams, 3D Blast fue subcontratado al estudio británico Traveller's Tales. Si bien 3D Blast se vendió bien, fue criticado por su jugabilidad, controles y ritmo lento.
Mientras tanto, en Estados Unidos, STI trabajó en Sonic X-treme, un juego de Sonic en 3D para Saturn destinado a la temporada de compras navideñas de 1996. El desarrollo se vio obstaculizado por disputas entre Sega of America y Japón, la negativa de Naka a permitir que STI usara el motor de juego Nights y problemas para adaptar la serie a 3D. Después de que dos desarrolladores principales se enfermaran, se canceló X-treme. Periodistas y fanáticos han especulado sobre el impacto que X-treme podría haber tenido si se lanzara, con el productor Mike Wallis creyendo que «definitivamente habría sido competitivo» con el primer juego de Mario en 3D, Super Mario 64 (1996). Debido a la cancelación de X-treme, Sega transfirió Sonic 3D Blast a Saturn con gráficos actualizados y niveles de bonificación desarrollados por Sonic Team.
En 1997, Sega anunció el «Project Sonic», una campaña promocional destinada a aumentar la conciencia del mercado y renovar el entusiasmo por la marca Sonic. El primer lanzamiento de Project Sonic fue Sonic Jam, una compilación de los principales juegos de Genesis que incluía un Sonic Team del mundo exterior en 3D utilizado para experimentar con el juego de Sonic en 3D. Sonic Team y Traveller's Tales colaboraron nuevamente en el segundo juego de Project Sonic, Sonic R, un juego de carreras en 3D y el único juego original de Sonic para Saturn.Yasuhara viajó a Londres para ayudar en el desarrollo de Sonic R. Sonic Jam fue bien recibido, mientras que las reseñas de Sonic R estuvieron más divididas. La cancelación de Sonic X-treme, así como la falta general de juegos de Sonic en Saturn, se consideran factores importantes en el fracaso comercial del sistema. Según Nick Thorpe de Retro Gamer, «A mediados de 1997, Sonic básicamente había pasado a un segundo plano... fue asombroso ver que solo seis años después de su debut, Sonic ya era retro».

### 1998-2005: transición al 3D

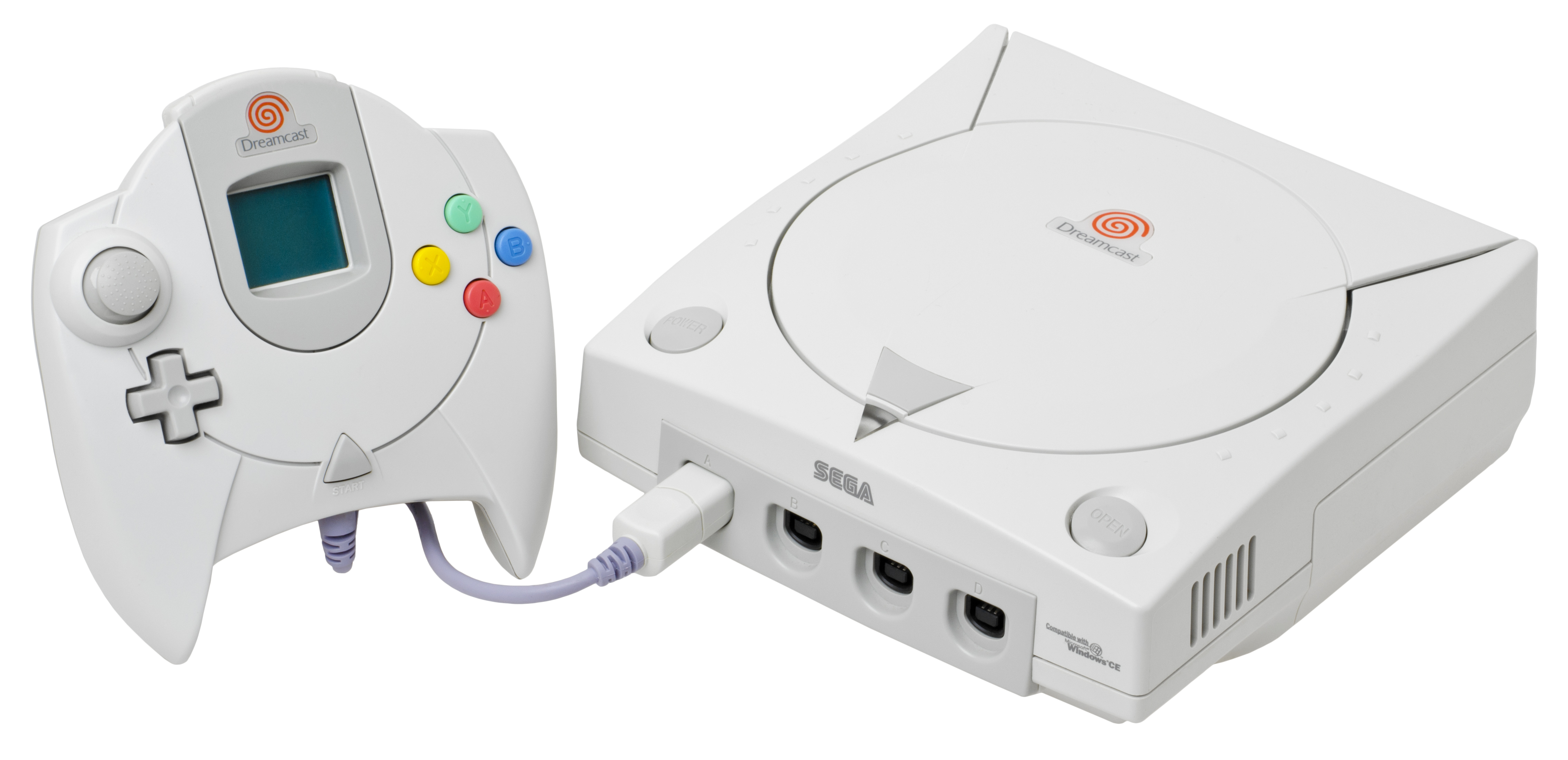
El Dreamcast salió al mercado con Sonic Adventure, el primer gran juego de Sonic en 3D.

Con sus experimentos de Sonic Jam, Sonic Team comenzó a desarrollar un juego de plataformas 3D Sonic para Saturn. El proyecto surgió de una propuesta de Iizuka para desarrollar un videojuego de rol (RPG) de Sonic con énfasis en la narración de historias. El desarrollo se trasladó a la nueva consola de Sega, la Dreamcast, que Naka creía que permitiría el último juego de Sonic.: 65–67  Sonic Adventure, dirigida por Iizuka y lanzada en 1998, fue uno de los primeros videojuegos de la sexta generación. Introdujo elementos que se convirtieron en elementos básicos de la serie, como los nuevos diseños de personajes del artista Yuji Uekawa influenciados por los cómics y la animación. En 1999, Iizuka y otros once miembros de Sonic Team se mudaron a San Francisco y establecieron Sonic Team USA para desarrollar Sonic Adventure 2 (2001), más orientado a la acción. Entre los lanzamientos, Ohshima dejó Sega para formar Artoon. Si bien ambos juegos fueron bien recibidos y el primero vendió más de dos millones de copias, el interés de los consumidores en el Dreamcast se desvaneció rápidamente y los intentos de Sega de estimular las ventas a través de precios más bajos y reembolsos en efectivo causaron pérdidas financieras cada vez mayores.
En enero de 2001, Sega anunció que descontinuaría Dreamcast para convertirse en un desarrollador externo; a raíz de esto, Yasuhara abandonó la empresa para trabajar en Naughty Dog. El siguiente diciembre, Sega lanzó un port ampliado de Sonic Adventure 2 para Nintendo GameCube. Posteriormente, Sonic Team USA desarrolló el primer juego multiplataforma de Sonic, Sonic Heroes (2003), para GameCube, Xbox de Microsoft y PlayStation 2 de Sony. El juego, nuevamente dirigido por Iizuka, fue diseñado para una amplia audiencia, y Sonic Team revivió elementos que no se habían visto desde la era del Genesis, como las fases especiales y los personajes Chaotix. Las reseñas de Sonic Heroes fueron variadas; aunque se elogiaron sus gráficos y jugabilidad, los críticos sintieron que no abordaba los problemas de los juegos anteriores de Sonic, como la cámara. Iizuka reflexionó más tarde que desarrollar Heroes fue la experiencia más estresante de su carrera; perdió veintidós libras debido a las condiciones difíciles en las que trabajaba. Sonic Team también porteó Sonic Adventure con contenido adicional para GameCube en 2003 y Windows en 2004,: 141  con críticas mixtas.
Sega continuó lanzando juegos 2D de Sonic. En 1999, colaboró con SNK para producir Sonic the Hedgehog Pocket Adventure, una adaptación de Sonic 2 para Neo Geo Pocket Color. Parte del personal de SNK formó Dimps al año siguiente y desarrolló juegos 2D originales de Sonic: Sonic Advance (2001), Sonic Advance 2 (2002) y Sonic Advance 3 (2004), para Game Boy Advance (GBA) de Nintendo. Sonic Advance fue el primer juego original de Sonic lanzado para una consola de Nintendo después de la feroz rivalidad entre Sega y la empresa en la década de 1990. Se subcontrató a Dimps porque Sonic Team no tenía suficiente personal con empleados familiarizados con GBA. Dimps también desarrolló Sonic Rush (2005) para Nintendo DS, que usa una perspectiva 2.5D. Los proyectos de Dimps recibieron críticas generalmente favorables. Para presentar los juegos más antiguos a los nuevos aficionados, Sonic Team desarrolló dos recopilaciones, Sonic Mega Collection (2002) y Sonic Gems Collection (2005). Otros derivados incluyeron el juego de fiesta Sonic Shuffle (2000), Sonic Pinball Party (2003), y Sonic Battle (2003).

### 2005-2010: lucha de franquicias
Sonic Team USA pasó a llamarse Sega Studios USA después de completar Sonic Heroes. El liderazgo de Sega y Sonic Team se convirtió en un cambio constante mientras comenzaban a experimentar divergiendo de la fórmula establecida de Sonic. El primer proyecto posterior a Heroes de Sega Studios USA fue Shadow the Hedgehog (2005), un spin-off protagonizado por el popular personaje de Adventure 2, Shadow. Si bien Shadow conserva la mayoría de los elementos de los juegos anteriores de Sonic, estaba dirigido a un público maduro e introdujo disparos en tercera persona y una jugabilidad no lineal. Shadow the Hedgehog fue criticado por sus controles, diseño de niveles y temas maduros, pero fue un éxito comercial, vendiendo al menos 1,59 millones de unidades.
Para el 15.º aniversario de la franquicia en 2006, Sonic Team desarrolló Sonic Riders, un port para GBA del Sonic original, y un reboot llamado Sonic the Hedgehog —más conocido como Sonic 06—. Con un escenario más realista que las entradas anteriores, Sonic the Hedgehog, comúnmente conocido como Sonic '06, tenía la intención de reiniciar la serie para consolas de séptima generación como Xbox 360 y PlayStation 3. El desarrollo enfrentó serios problemas; Naka, el último del equipo de desarrollo original de Sonic, renunció como jefe de Sonic Team para formar Prope, y el equipo se separó para poder comenzar a trabajar en un juego de Nintendo Wii. Según Iizuka, estos incidentes, junto con los estrictos plazos de Sega y un motor de juego sin pulir, obligaron a Sonic Team a acelerar el desarrollo. Ninguno de los juegos de Sonic del 15.º aniversario tuvo un éxito crítico, y Sonic '06 se convirtió en el peor juego de la serie, criticado por sus fallas de programación, cámara, controles e historia. Brian Shea de Game Informer escribió que «[se convirtió] en sinónimo de las luchas que la franquicia Sonic the Hedgehog había enfrentado en los últimos años. Sonic ['06] estaba destinado a ser un regreso a las raíces de la serie, pero terminó condenando la franquicia a los ojos de muchos».
Backbone Entertainment desarrolló dos juegos de Sonic exclusivos para PlayStation Portable, Sonic Rivals (2006) y Sonic Rivals 2 (2007). El primer juego de Sonic para Wii, Sonic and the Secret Rings (2007), tiene lugar en el mundo de Arabian Nights y se lanzó en lugar de una adaptación de Sonic '06. Citando largos tiempos de desarrollo, Sega cambió de planes y concibió un juego que usaría la detección de movimiento del Wiimote. Sega lanzó una secuela, Sonic and the Black Knight, ambientada en el mundo del Rey Arturo, en 2009. Secret Rings y Black Knight forman lo que se conoce como la subserie Sonic Storybook. Se desarrolló una secuela de Sonic Riders, Zero Gravity (2008), para Wii y PlayStation 2. Dimps volvió a la serie Sonic con Sonic Rush Adventure, una secuela de Sonic Rush, en 2007, mientras que BioWare desarrolló el primer juego de rol de Sonic, Sonic Chronicles: The Dark Brotherhood (2008), también para DS.
Tras la partida de Naka, Akinori Nishiyama, quien trabajó en los juegos Sonic Advance y Rush, se convirtió en el gerente general de Sonic Team. Sonic Team comenzó a trabajar en Sonic Unleashed (2008) en 2005. Fue concebido como una secuela de Adventure 2, pero se convirtió en una entrada independiente después de que Sonic Team introdujera innovaciones para separarlo de los juegos de aventuras. Con Unleashed, Sonic Team buscó combinar los mejores aspectos de los juegos de Sonic en 2D y 3D y abordar las críticas de las entradas anteriores en 3D, aunque las críticas fueron mixtas debido a la adición de un modo de juego beat 'em up en el que Sonic se transforma en una bestia parecida a un hombre lobo. Después de que Nishiyama fuera ascendido en 2010, Iizuka se instaló como jefe de Sonic Team y se convirtió en el productor de Sonic.

### 2010-2015: reenfoque

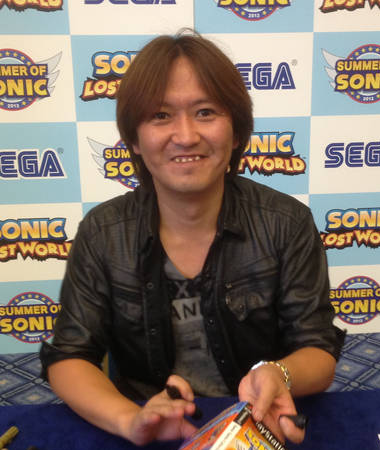
Takashi Iizuka, quien dirigió los primeros tres juegos de Sonic en 3D, ha sido el jefe de Sonic Team y productor de la saga desde 2010.

Iizuka sintió que Sonic estaba luchando porque carecía de una dirección unificada, por lo que Sonic Team se reenfocó en elementos de desplazamiento lateral más tradicionales y un juego de ritmo rápido. Sonic the Hedgehog 4, una secuela episódica de desplazamiento lateral de Sonic & Knuckles desarrollada conjuntamente por Sonic Team y Dimps, comenzó con Episode I en 2010, seguido de Episode II en 2012. Más tarde, en 2010, Sega lanzó Sonic Colors para Wii y DS, que amplió los aspectos bien recibidos de Unleashed e introdujo los potenciadores Wisp. Para el vigésimo aniversario de la serie en 2011, Sega lanzó Sonic Generations para Xbox 360, PlayStation 3 y Windows; Dimps desarrolló una versión separada para Nintendo 3DS. Sonic Generations presentó versiones reinventadas de niveles de juegos anteriores de Sonic y reintrodujo el diseño «clásico» de Sonic de la era Genesis. Estos esfuerzos fueron mejor recibidos, especialmente en comparación con Sonic '06 y Unleashed.
En mayo de 2013, Nintendo anunció que colaboraba con Sega para producir juegos de Sonic para sus plataformas Wii U y 3DS. El primer juego, Sonic Lost World de 2013, también fue el primer juego de Sonic para hardware de octava generación. Sonic Lost World fue diseñado para ser aerodinámico y fluido en movimiento y diseño, tomando prestados elementos de los juegos Super Mario Galaxy de Nintendo y el cancelado X-treme. El segundo fue Mario & Sonic en los Juegos Olímpicos de Invierno Sochi 2014 (2013) para Wii U, el cuarto juego de Mario & Sonic y un vínculo con los Juegos Olímpicos de Invierno de 2014 —ver sección Crossovers—. El acuerdo se completó en 2014 con el lanzamiento de Sonic Boom: Rise of Lyric para Wii U y Sonic Boom: Shattered Crystal para 3DS; estos juegos se basaron en la serie de televisión Sonic Boom. Sonic Lost World polarizó a los críticos, mientras que los críticos encontraron mediocre a Mario & Sonic en los Juegos Olímpicos de Invierno Sochi 2014 y criticaron los juegos de Sonic Boom. Sonic Boom: Fire & Ice, una secuela de Shattered Crystal, salió a la venta en 2016.
Sega comenzó a lanzar más juegos de Sonic para teléfonos móviles, como iOS y Android. Después de que el programador australiano Christian «Taxman» Whitehead desarrollara una versión de Sonic CD para consolas modernas en 2011, colaboró con su compañero fanático de Sonic Simon «Stealth» Thomley para desarrollar remasterizaciones del Sonic the Hedgehog original y Sonic the Hedgehog 2 para iOS y Android que fueron puestos al mercado en 2013. Las remasterizaciones se desarrollaron con el motor Retro Engine de Whitehead, diseñado para proyectos 2D, y recibieron elogios. Sonic Dash (2013), un corredor sin fin al estilo de Temple Run, fue desarrollado por Hardlight y se descargó más de 350 millones de veces en 2020 y recibió una secuela con el tema de Sonic Boom en 2015. Sonic Team lanzó Sonic Runners, su primer juego para dispositivos móviles, en 2015. Sonic Runners también era un corredor sin fin, pero no tuvo éxito y se suspendió un año después del lanzamiento. Gameloft lanzó una secuela, Sonic Runners Adventure, en 2017 con críticas generalmente positivas.

### 2015-presente: nuevas direcciones
En una entrevista de 2015 con Polygon, Iizuka reconoció que los juegos contemporáneos de Sonic habían sido decepcionantes. Esperaba, a partir de ese momento, que el logotipo de Sonic Team se mantuviera como una «marca de calidad»; planeaba lanzar juegos de calidad y expandir la marca Sonic, manteniendo el diseño moderno de Sonic. Iizuka y la mayor parte de Sonic Team se mudaron a Burbank (California) para supervisar la franquicia con un nuevo equipo. En la Comic-Con de San Diego en julio de 2016, Sega anunció dos juegos de Sonic para coincidir con el 25.º aniversario de la serie: Sonic Mania y Sonic Forces. Ambos se lanzaron para PlayStation 4, Xbox One, Nintendo Switch y Windows en 2017. Sonic Mania fue desarrollado por los programadores de juegos independientes PagodaWest Games y Headcannon con un personal compuesto por miembros del fandom de Sonic; Whitehead concibió el proyecto y se desempeñó como director. El juego, que emula la jugabilidad y las imágenes de las entradas de Genesis, recibió las mejores críticas para un juego de Sonic en 15 años. Mientras tanto, Sonic Team desarrolló Sonic Forces, que revive el modo de juego dual de Sonic Generations junto con un tercer estilo de juego con el personaje personalizado del jugador. Sonic Forces recibió reseñas mixtas, con críticas por su corta duración.
En 2019, Sega lanzó un juego de carreras, Team Sonic Racing (2019), desarrollado por Sumo Digital. En mayo de 2021, Sega anunció varios proyectos de Sonic para el 30.º aniversario de la serie, incluida una remasterización de Sonic Colors, la compilación Sonic Origins y el juego Sonic Frontiers de 2022. Frontiers fue el primer juego de Sonic en presentar un diseño inspirado en un mundo abierto, e Iizuka expresó su esperanza de que informaría a los juegos futuros de manera similar a Sonic Adventure. Frontiers recibió críticas moderadamente positivas, y los críticos y fanáticos lo consideraron una nueva dirección defectuosa pero sólida, y vendió bien. Los lanzamientos de 2023 incluyen The Murder of Sonic the Hedgehog, un juego gratuito de novelas visuales, Sonic Dream Team, un juego de plataformas 3D exclusivo de Apple Arcade y Sonic Superstars (2023), un videojuego de desplazamiento lateral 2.5D que presenta el diseño clásico de Sonic. Superstars fue desarrollado conjuntamente por el estudio Arzest de Ohshima y diseñó un nuevo personaje, su primera contribución a la serie desde Sonic Adventure. Iizuka dijo que los juegos de Sonic en 2D y 3D continuarían de forma independiente y que Sonic Team intentaría mantenerlos lo más diferentes posible.
Los medios de la saga en 2024 destacaron a Shadow the Hedgehog como parte de la campaña «Fearless: Year of Shadow» de Sega. Esto incluyó Shadow Generations, un remake de Generations que presenta nuevo contenido centrado en el personaje, eventos con temas del mismo en los juegos móviles Sonic Dash y Sonic Forces, música de Shadow the Hedgehog en Sonic Symphony World Tour y Shadow interpretando a un papel destacado en la película Sonic the Hedgehog 3.

## Personajes y trama
La franquicia de Sonic es conocida por su gran elenco de personajes; el productor de Sonic the Fighters (1996), Yu Suzuki, bromeó diciendo que cualquiera que haga un juego de Sonic tiene el deber de crear nuevos personajes. El primer juego presentó a Sonic, un erizo azul que puede correr a velocidades increíbles, y al Doctor Eggman, un científico loco rotundo. Durante la era de Genesis, se hacía referencia a Eggman como el Doctor Ivo Robotnik en los territorios occidentales. Dean Sitton de Sega of America hizo el cambio sin consultar a los desarrolladores japoneses, quienes no querían que un solo personaje tuviera dos nombres diferentes. Desde Sonic Adventure, se hace referencia al personaje como Eggman en todos los territorios, aunque todavía se reconoce el nombre de Robotnik.
Los juegos de Sonic tradicionalmente siguen los esfuerzos de Sonic para detener a Eggman, quien planea obtener las Chaos Emeralds, siete esmeraldas extraterrestriales con poderes místicos. Las Esmeraldas pueden convertir los pensamientos en poder, deformar el tiempo y el espacio con una técnica llamada Chaos Control, dar energía a los seres vivos y usarse para crear armas nucleares o basadas en láser. Suelen actuar como MacGuffins en las historias. Eggman busca las Esmeraldas en su búsqueda por conquistar el mundo y atrapa animales en robots agresivos y cápsulas de prisión. Debido a que Sonic Team se inspiró en la cultura de la década de 1990, Sonic presenta temas ambientales. Sonic representa la «naturaleza», mientras que Eggman representa la «maquinaria» y el «desarrollo», una obra de teatro sobre el creciente debate entre ecologistas y desarrolladores.
Gran parte del elenco de apoyo se introdujo en los juegos posteriores de Genesis y sus complementos. La secuela Sonic 2 presentó al compañero de Sonic, Miles «Tails» Prower, un zorro que puede volar usando sus dos colas. La precuela Sonic CD presentó a Amy Rose, un erizo rosa y la autoproclamada novia de Sonic, y Metal Sonic, un doppelgänger robótico de Sonic creado por Eggman. la secuela directa Sonic 3 presentó al rival de Sonic, Knuckles, un equidna rojo y el guardián de la Master Emerald. La Master Emerald, introducida en Sonic & Knuckles, controla el poder de las Chaos Emeralds. Knuckles' Chaotix presentó a los Chaotix, un grupo compuesto por Espio the Chameleon, Vector the Crocodile y Charmy Bee. Varios personajes introducidos durante este período, como Mighty the Armadillo y Ray the Flying Squirrel de Sega Sonic the Hedgehog y Fang the Sniper de Sonic Triple Trouble (1994), se desvanecieron en la oscuridad, pero volvieron a ser personajes destacados en Sonic Mania y Superstars.
Durante el desarrollo de Sonic Adventure, Sonic Team descubrió que los diseños de personajes relativamente simples no se adaptaban a un entorno 3D. El estilo artístico se modernizó para alterar las proporciones de los personajes y hacerlos atractivos para el público occidental. Desde Sonic Adventure, el elenco de la serie se ha ampliado. Los personajes notables incluyen Big, un gato grande que pesca a su rana mascota Froggy; la serie de robots E-100;  Shadow, un erizo negro inquietante; Rouge, una murciélago cazadora de tesoros; Cream, una coneja joven educada; Blaze, una gata de una dimensión alternativa; y Silver, un erizo telequinético del futuro. Las criaturas Chao funcionan como mascotas digitales y elementos de juego menores, y las criaturas Wisp funcionan como potenciadores. Flicky, el pájaro azul del juego de arcade de Sega de 1984, aparece en varios juegos de Sonic, sobre todo en 3D Blast.
Algunos personajes de Sonic han aparecido en juegos derivados. Eggman es el personaje destacado de Dr. Robotnik's Mean Bean Machine, una localización occidental de Puyo Puyo. Sega reemplazó los personajes de Puyo Puyo con personajes de Sonic porque temía que Puyo Puyo no fuera popular entre la audiencia occidental. En 1995, Sega lanzó el spin-off de Knuckles, Knuckles' Chaotix para 32X, y dos spin-offs de Tails para Game Gear: Tails' Skypatrol —un juego de disparos con desplazamiento— y Tails Adventure —un juego de Metroidvania—. Shadow the Hedgehog (2005) se desarrolló en respuesta a la popularidad del personaje de Shadow y para introducir el juego de «acción con armas» en la franquicia. Iizuka ha dicho que los futuros spin-offs, como las secuelas de Knuckles' Chaotix y Shadow the Hedgehog o un juego de Big the Cat, siguen siendo posibilidades.

## Sistema de juego
La serie Sonic se caracteriza por tener juegos de plataformas basado en la velocidad. Controlando al personaje, el jugador navega por una serie de niveles a altas velocidades mientras salta entre plataformas, lucha contra enemigos y jefes y evita obstáculos. La serie contiene juegos en 2D y 3D. Las entradas en 2D generalmente presentan una jugabilidad simple, similar a la de un pinball, con saltos y ataques controlados con un solo botón, y caminos de niveles ramificados que requieren memorización para mantener velocidad. Mientras tanto, las entradas en 3D tienden a tener un diseño más lineal, cuentan con varios objetivos de nivel, diferentes conjuntos de movimientos, y permiten a los jugadores actualizar y personalizar el personaje jugable. Los juegos desde Sonic Unleashed han combinado el juego en 2D y 3D, con la cámara cambiando entre el desplazamiento lateral y las perspectivas en tercera persona.
Una mecánica de juego distintiva de los juegos de Sonic son los anillos dorados coleccionables repartidos por los niveles, que actúan como una forma de salud. Los jugadores que poseen anillos pueden sobrevivir al recibir daño, pero están dispersos y el jugador tiene poco tiempo para recuperar algunos de ellos antes de que desaparezcan. Recolectar cien anillos generalmente recompensa al jugador con una vida extra. Los anillos tienen otros usos en ciertos juegos, como moneda en Sonic '06, restaurar barras de salud en Sonic Unleashed, o mejorar las estadísticas en Sonic Riders. Los niveles en los juegos de Sonic presentan elementos como pendientes, pozos sin fondo y bucles verticales. Los resortes, trampolines y paneles de instrumentos están dispersos por todas partes y catapultan al jugador a altas velocidades en una dirección particular. El progreso de los jugadores en los niveles se guarda al pasar los puntos de control. Los puntos de control sirven para otros usos en varios juegos, como ingresar a etapas de bonificación. Algunos escenarios, sobre todo Green Hill Zone, se repiten a lo largo de la serie.
La serie contiene numerosos potenciadores, que se guardan en cajas que aparecen a lo largo de los niveles. Un icono indica lo que contiene y el jugador libera el objeto al destruir la caja. Los elementos comunes en las cajas incluyen anillos, un escudo, invencibilidad, alta velocidad y vidas extra. Sonic Colors presenta a los Wisps, una raza de criaturas extraterrestres que actúan como potenciadores. Cada Wisp tiene su propia habilidad especial correspondiente a su color; por ejemplo, los Wisps amarillos permiten a los jugadores perforar bajo tierra y encontrar áreas que de otro modo serían inaccesibles. Desde Sonic Rush, la mayoría de los juegos de Sonic han incluido el «boost», una mecánica que inmediatamente impulsa a Sonic hacia adelante a máxima velocidad cuando se activa. Mientras se impulsa, Sonic puede atravesar objetos, destruir enemigos instantáneamente o acceder a caminos de diferentes niveles. Esto requiere que los jugadores reaccionen rápidamente a los obstáculos que se aproximan; Sonic Unleashed introdujo maniobras de desvío y desvío para permitir a los jugadores mantener la velocidad. El impulso está limitado por un indicador que el jugador puede llenar con anillos o Wisps.
En la mayoría de los juegos de Sonic, el objetivo es obtener las Chaos Emeralds; el jugador debe recolectarlas todas para derrotar a Eggman y lograr los buenos finales de los juegos. Los juegos de Sonic que no cuentan con Chaos Emeralds, como Sonic CD, cuentan con diferentes coleccionables que, por lo demás, funcionan de la misma manera. Los jugadores encuentran las Esmeraldas ingresando a portales, usando cincuenta anillos, o explorándolas dentro de niveles ellos mismos. A veces, las esmeraldas se recogen automáticamente a medida que avanza la historia. Al recolectar las Esmeraldas, los jugadores son recompensados con la forma «Super» de sus personajes y pueden activarla recolectando cincuenta anillos en un escenario. Las Súper transformaciones otorgan al personaje del jugador más velocidad, un salto más largo e invencibilidad, pero su número de anillos se agota por segundos; la transformación dura hasta que se hayan usado todos los anillos. Algunos juegos requieren que el jugador recoja todas las Chaos Emeralds para llegar al jefe final.
Los juegos de Sonic a menudo comparten una jugabilidad básica, pero algunos tienen mecánicas de juego que los distinguen de otros. Por ejemplo, Knuckles' Chaotix es similar a las entradas anteriores de la serie, pero presenta un sistema de socios mediante el cual el jugador está conectado a otro personaje a través de una atadura; la correa se comporta como una banda elástica y debe usarse para maniobrar a los personajes. Sonic Unleashed presenta Werehog, un estilo de juego beat 'em up en el que Sonic se transforma en una bestia parecida a un hombre lobo y debe luchar contra los enemigos utilizando fuerza bruta. Ambos juegos de la saga Sonic Storybook cuentan con conceptos únicos: Secret Rings se controla exclusivamente mediante la detección de movimiento del control de Wii, y Black Knight incorpora el juego hack and slash. Mientras que algunos juegos presentan a Sonic como el único personaje jugable, otros presentan múltiples, que tienen conjuntos de movimientos e historias alternativos. Por ejemplo, en Sonic & Knuckles, Knuckles atraviesa los mismos niveles que Sonic, pero su historia es diferente, explora diferentes partes de los niveles y ciertas áreas son más difíciles.
Muchos otros títulos contienen jugabilidad multijugador y cooperativa, comenzando con Sonic the Hedgehog 2. En algunos juegos, si el jugador elige controlar a Sonic y Tails juntos, otro puede unirse en cualquier momento y controlar a Tails por separado. Los juegos de Sonic también cuentan con un modo competitivo de pantalla dividida en el que dos jugadores corren hasta el final del escenario.

## Música

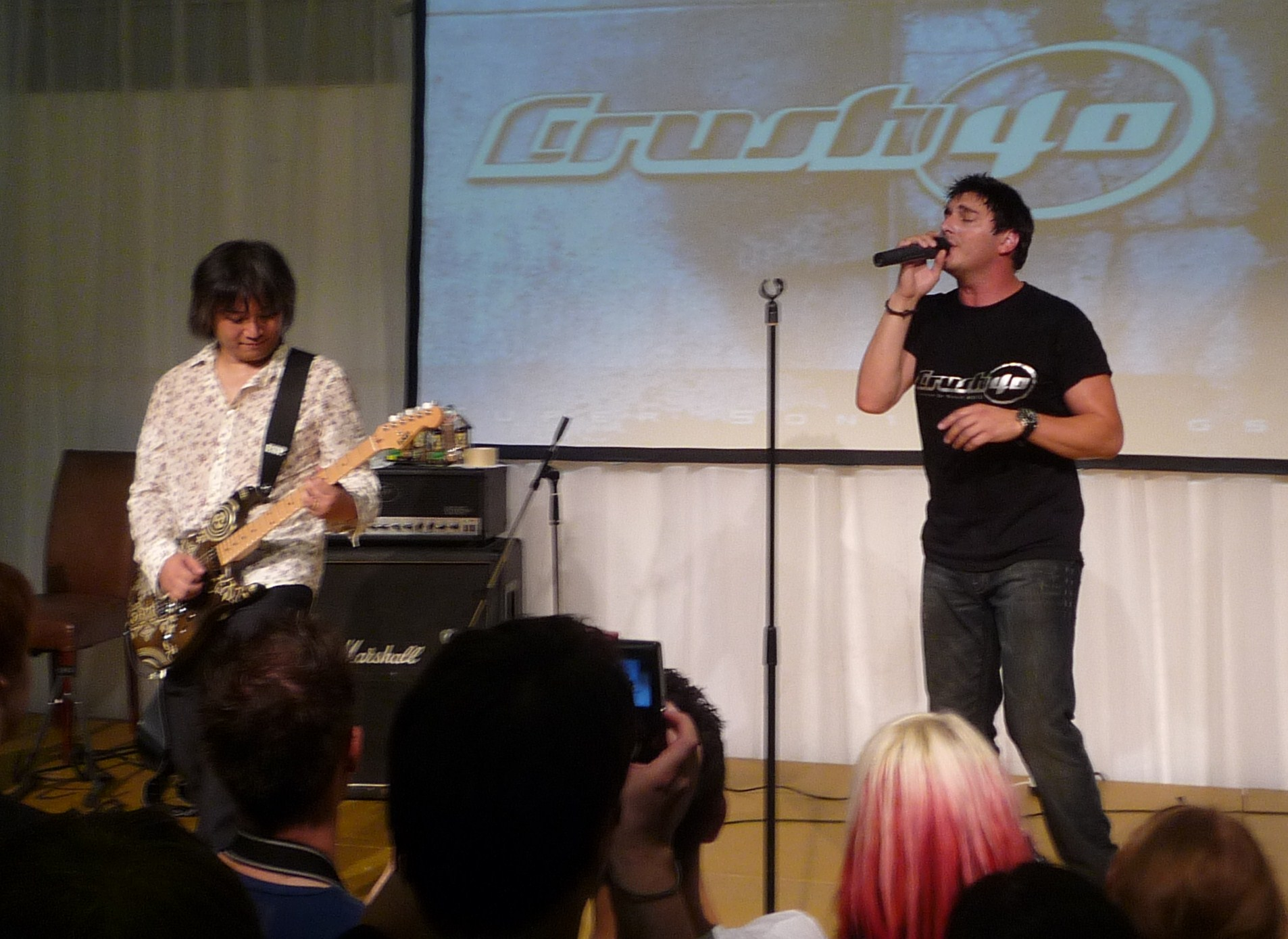
Jun Senoue (izquierda) y su banda Crush 40 han compuesto la música para la mayoría de los juegos de Sonic desde Sonic 3D Blast (1996).

Para el Sonic the Hedgehog original, Sega encargó a Masato Nakamura, bajista y compositor de la banda de J-pop Dreams Come True, que compusiera la banda sonora. Nakamura volvió a componer la banda sonora de Sonic 2. Dreams Come True posee los derechos de la partitura de Nakamura, lo que creó problemas cuando el equipo de Sonic Spinball usó su tema musical de Sonic sin permiso. Para Sonic CD se compusieron dos bandas sonoras; el original, presentado en los lanzamientos japoneses y europeos, fue compuesto por Naofumi Hataya y Masafumi Ogata, mientras que la partitura norteamericana fue compuesta por Spencer Nilsen, David Young y Mark Crew.
Varios compositores contribuyeron a la partitura de Sonic the Hedgehog 3, incluido el personal de sonido de Sega y contratistas independientes reclutados para terminar el juego a tiempo. Según fuentes contradictorias, el cantante estadounidense Michael Jackson, un fanático de Sonic, compuso música para Sonic 3. Ohshima y Hector dijeron que la participación de Jackson terminó y su música se eliminó tras las primeras acusaciones de abuso sexual en su contra, aunque los compositores involucrados en el proyecto dijeron que sus contribuciones permanecieran.
Sonic 3 fue el primer de juego de Sonic en el que trabajó Jun Senoue. Senoue ha compuesto la música para muchos juegos de Sonic desde Sonic 3D Blast, a menudo con su banda Crush 40, que formó con el vocalista de Hardline, Johnny Gioeli. Si bien las bandas sonoras de Sonic en Genesis se caracterizaron por el electropop, las partituras de Senoue suelen presentar música funk y rock. Tomoya Ohtani ha sido el director de sonido de la serie desde Sonic the Hedgehog en 2006, y fue el compositor principal de ese juego, Sonic Unleashed, Sonic Colors, Sonic Lost World, Sonic Runners y Sonic Forces. Ohtani dijo que intenta «expresar a través de la música las mejores características que tiene cada juego», citando como ejemplos la partitura diversa y enérgica de Sonic Unleashed y la partitura más al estilo de ciencia ficción de Sonic Colors.
Otros compositores que han contribuido a los juegos de Sonic incluyen a Richard Jacques y Hideki Naganuma. Tee Lopes, conocido por lanzar remixes no oficiales de pistas de Sonic en YouTube, fue el compositor principal de Sonic Mania y colaborador de Team Sonic Racing. El tema principal de Sonic the Hedgehog de 2006 fue interpretado por Ali Tabatabaee y Matty Lewis de la banda Zebrahead, mientras que Akon remezcló «Sweet Sweet Sweet» para su banda sonora. Doug Robb, el cantante principal de Hoobastank, interpretó el tema principal de Sonic Forces. Uno de los temas finales de Sonic Frontiers, «Vandalize», fue interpretado por la banda de rock japonesa One Ok Rock.

## Otros medios

### Crossovers
Fuera de la serie Sonic, el personaje aparece en otros juegos de Sonic Team como un personaje jugable en Christmas Nights (1996), un poder en Billy Hatcher and the Giant Egg (2003), y en un cameo en la versión de Wii de Samba de Amigo (1999). Los personajes de Sonic también aparecen en la serie Sega All-Stars, que incluye Sega Superstars (2004), Sega Superstars Tennis (2008), y los juegos de carreras Sonic & Sega All-Stars Racing (2010) y Sonic & Sega All-Stars Racing Transformed (2012).
Desde 2007 hasta 2020, Sega ha colaborado con su antiguo rival Nintendo para producir Mario & Sonic, un crossover temático de los Juegos Olímpicos con la franquicia de Mario. El primer juego de Mario & Sonic se lanzó en 2007 para Wii y en 2008 para DS, coincidiendo con los Juegos Olímpicos de verano de 2008. Mario & Sonic at the Winter Olympic Games, basado en los Juegos Olímpicos de Invierno de 2010, se lanzó en 2010 para Wii y DS, y Mario & Sonic at the London 2012 Olympic Games, en los Juegos Olímpicos de Verano de 2012, se lanzó para la Wii en 2011 y la 3DS en 2012. El cuarto juego, Mario & Sonic en los Juegos Olímpicos de Invierno de Sochi 2014, era exclusivo de Wii U, pero el siguiente juego, Mario & Sonic en los Juegos Olímpicos de Río 2016 (2016), se lanzó tanto en Wii U y 3DS. Después de una breve pausa, la serie regresó en 2019 con Mario & Sonic en los Juegos Olímpicos de Tokio 2020 para Switch, basada en los Juegos Olímpicos de verano de 2020. El Comité Olímpico Internacional permitió que el acuerdo de licencia caducara en 2020, poniendo fin efectivamente a la serie.
Sonic aparece como un personaje jugable en los juegos de lucha cruzados Super Smash Bros. de Nintendo, comenzando con Super Smash Bros. Brawl en 2008. Junto con Solid Snake de la franquicia Metal Gear de Konami, Sonic fue el primer personaje que no es de Nintendo en aparecer en Smash. Se consideró su inclusión en Super Smash Bros. Melee (2001), pero el juego estaba demasiado cerca de completarse, por lo que su presentación se retrasó hasta Brawl. Regresó en las secuelas Super Smash Bros. para Nintendo 3DS y Wii U (2014) y Ultimate (2018). Shadow y Knuckles aparecen en Smash como personajes no jugables, mientras que los disfraces de Tails y Knuckles están disponibles para los avatares Mii de los usuarios. Se lanzó una figura Amiibo de Sonic para los juegos Smash y también es compatible con Mario Kart 8 (2014), Super Mario Maker (2015) y Yoshi's Woolly World (2015).
En junio de 2015, los personajes del RPG Angry Birds Epic (2014) aparecieron como personajes jugables en Sonic Dash durante una promoción de tres semanas, mientras que Sonic se agregó a Epic como personaje jugable en septiembre siguiente. Crossovers similares con los personajes de Sanrio Hello Kitty, Badtz-Maru, My Melody y Chococat y el juego Pac-Man de Namco tuvieron lugar en diciembre de 2016 y febrero de 2018. En noviembre de 2016, se lanzó un paquete de expansión basado en Sonic para el juego Lego Dimensions (2015); incluye al personaje como jugable, además de los niveles y vehículos de la saga. En septiembre de 2021, Sonic y Tails se convirtieron en personajes jugables en Cookie Run: Kingdom.
Sega y DC Comics anunciaron una asociación con la temática de Sonic en el Batman Day 2024. La asociación comenzó con una serie limitada de cinco números escrita por Flynn, en la que los personajes de Sonic asumirán las personalidades de los héroes de la Liga de la Justicia, como Batman y Flash, en marzo de 2025.

### Animación

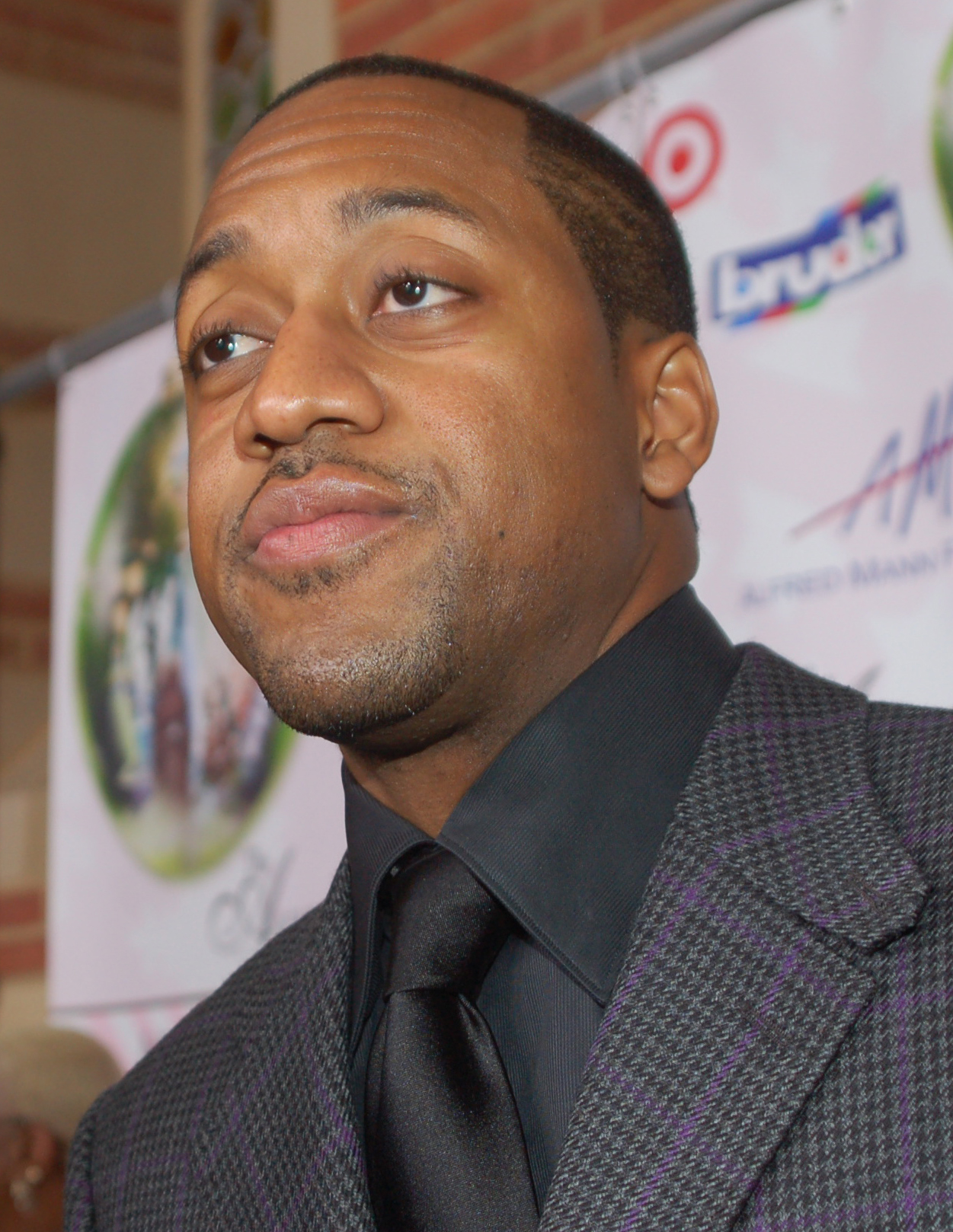
Jaleel White prestó su voz a Sonic en las tres series animadas de DIC Entertainment.

En 1992, Sega se acercó a la American Broadcasting Company (ABC) para producir dos series de televisión, «un programa sindicado para la audiencia después de la escuela» y una caricatura del sábado por la mañana, basada en Sonic. Kalinske «había visto lo fundamental que fue el lanzamiento de la serie de dibujos animados He-Man and the Masters of the Universe para el éxito de la línea de juguetes» durante su tiempo en Mattel y creía que el éxito podía recrearse usando Sonic. Las dos caricaturas, Adventures of Sonic the Hedgehog (1993) y Sonic the Hedgehog de ABC (1993-1994), fueron producidas por DIC Entertainment. DIC también produjo un especial de Sonic Christmas en 1996 y Sonic Underground en 1999, para promover Sonic Adventure. Las adaptaciones de Sonic de DIC generalmente no se tienen en alta estima.
Adventures of Sonic the Hedgehog consta de sesenta y cinco episodios supervisados por el director de Ren & Stimpy, Kent Butterworth, y presenta un humor slapstick al estilo de Looney Tunes. Sonic the Hedgehog de veintiséis episodios —comúnmente llamado Sonic SatAM— presenta un entorno sombrío en el que Eggman ha conquistado el mundo, mientras que Sonic es miembro de una fuerza de resistencia que se opone a él. La serie fue cancelada después de dos temporadas. Se planeó que Sonic Underground tuviera sesenta y cinco episodios, pero solo se produjeron cuarenta. La serie sigue a Sonic y sus hermanos Manic y Sonia, quienes usan el poder de la música para luchar contra Eggman y reunirse con su madre. En las tres series de DiC, Sonic tiene la voz de la estrella de Family Matters, Jaleel White.
En Japón, Sega y Sonic Team colaboraron con Studio Pierrot para producir una animación de video original (OVA) de dos partes, Sonic the Hedgehog, lanzada directamente a video en Japón en 1996. Para coincidir con el lanzamiento occidental de Sonic Adventure en 1999, ADV Films lanzó el OVA en Norteamérica como una película de cincuenta y cinco minutos, Sonic the Hedgehog: The Movie. Producida con aportes de Naka y Ohshima, la OVA se basa libremente en Sonic CD, con elementos de Sonic the Hedgehog 2 y 3, y relata los esfuerzos de Sonic para evitar que un generador tomado por Eggman explote y destruya su mundo. Patrick Lee de The A.V. Club dijo que la OVA era «la única caricatura que adaptaba la apariencia, el sonido y la sensación de los juegos de Sonic», con escenas y música familiares.
Sonic X, un anime producido por TMS Entertainment y supervisada por Naka, duró tres temporadas —setenta y ocho episodios— de 2003 a 2006. Mientras que los episodios de series anteriores presentan tramas independientes, Sonic X cuenta una sola historia serializada. El elenco de Sonic se teletransporta desde su planeta de origen a la Tierra durante una pelea con Eggman, donde conocen a un niño humano, Chris Thorndyke. A lo largo de la serie, Sonic y sus amigos intentan regresar a su mundo mientras luchan contra Eggman. La segunda temporada adapta los juegos Sonic Adventure y Sonic Battle, mientras que la tercera temporada ve a los amigos regresar con Chris a su mundo, donde ingresan al espacio exterior y luchan contra un ejército de alienígenas. Algunos críticos disfrutaron de Sonic X, mientras que a otros no les gustó. Aunque tuvo malas calificaciones en Japón, Sonic X superó constantemente las calificaciones de su franja horaria en los EE. UU. y Francia.
Sonic Boom, una serie animada por CGI producida por Sega y Genao Productions, se estrenó en Cartoon Network en noviembre de 2014. Presenta una versión satírica del mito de Sonic, y el elenco de la franquicia fue rediseñado para ello. Según Iizuka, Sonic Boom surgió como un deseo de atraer más al público occidental, y fue paralelo a la franquicia principal de Sonic. Sonic Boom duró dos temporadas y el último episodio se emitió en 2017. En mayo de 2020, el oficial de marca de Sega, Ivo Gerscovich, declaró que no se producirían más episodios.
Para promover el lanzamiento de Sonic Mania Plus (2018), se lanzó una serie de cinco partes de cortos animados, Sonic Mania Adventures, en el canal de YouTube de Sonic the Hedgehog entre el 30 de marzo y el 17 de julio de 2018. La serie muestra el regreso de Sonic a su mundo después de los eventos de Sonic Forces, uniéndose a sus amigos para evitar que Eggman y Metal Sonic recolecten las Chaos Emeralds y Master Emerald. El 21 de diciembre de 2018 se lanzó un episodio de temática navideña. Los cortos fueron escritos y dirigidos por Tyson Hesse, quien creó la escena de apertura de Sonic Mania. Hesse ha contribuido a otros cortometrajes animados de Sonic desde entonces, incluida una serie de dos partes de Team Sonic Racing y el especial navideño Chao in Space en 2019, una serie de dos partes de Sonic Colors en 2021, una precuela de Sonic Frontiers en 2022, y otra de Sonic Superstars en 2023. Sonic y Tails también aparecieron como estrellas invitadas en OK K.O.! Let's Be Heroes en agosto de 2019.
Sonic Prime, una serie de Sonic animada por computadora, comenzó a transmitirse en Netflix en diciembre de 2022. Está coproducida por Netflix Animation, Sega of America, WildBrain Studios y Man of Action Entertainment, y a diferencia de adaptaciones anteriores, es canónico de los eventos de los juegos de Sonic. Sigue a Sonic cuando es enviado a un multiverso después de romper accidentalmente un artefacto durante una batalla con Eggman y se encuentra con contrapartes de personajes de Sonic en universos alternativos.

### Cómics

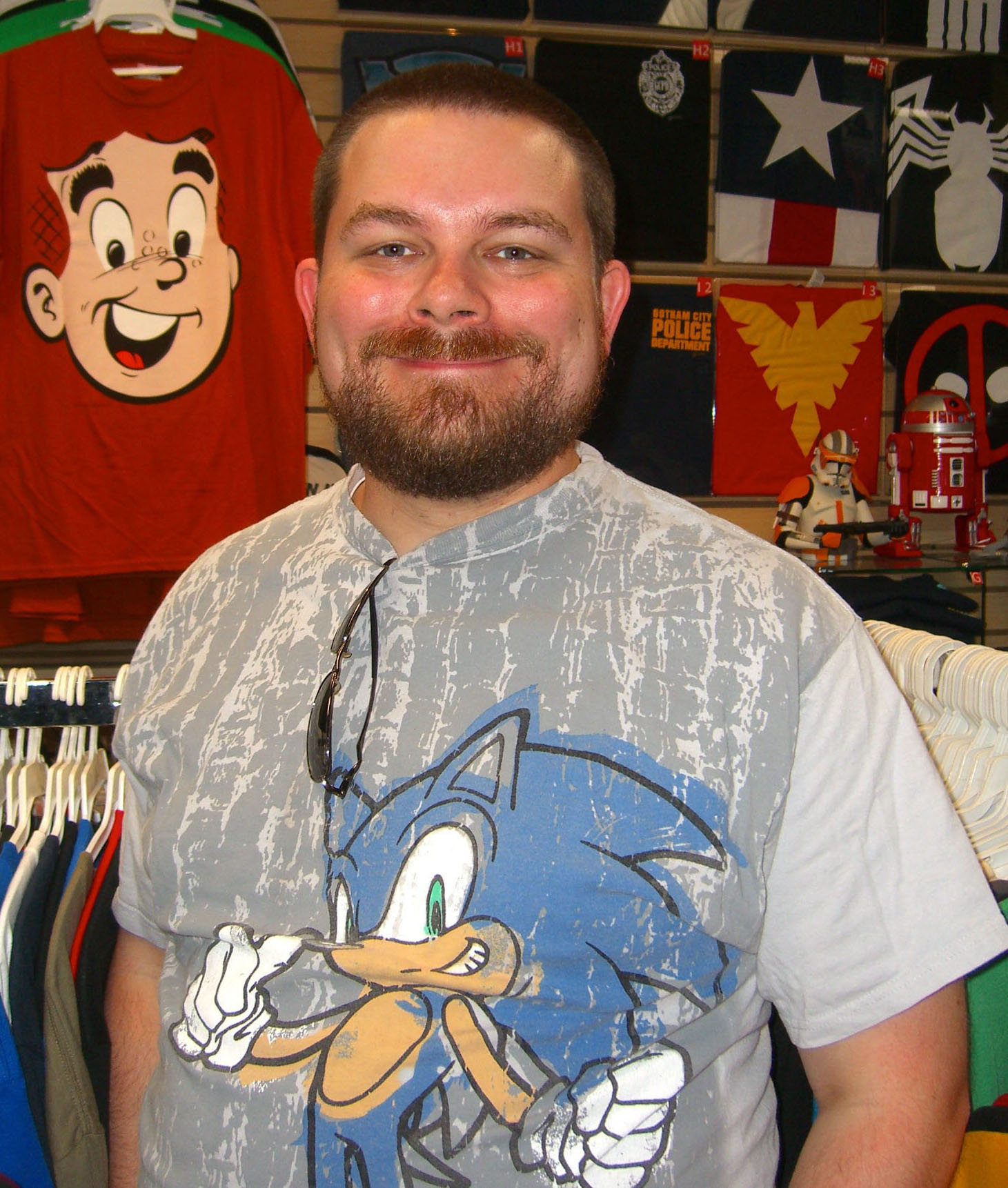
Ian Flynn fue el escritor principal de los cómics de Sonic the Hedgehog desde 2006. También contribuyó a otros medios de la saga, incluido el guion de Sonic Frontiers (2022).

Shogakukan publicó una serie de manga de Sonic the Hedgehog en su revista Shogaku Yonensei, a partir de 1992. Escrita por Kenji Terada e ilustrada por Sango Norimoto, sigue a un joven erizo dulce pero cobarde llamado Nicky cuyo alter ego es el arrogante y heroico Sonic. Según el artista de personajes Kazuyuki Hoshino, el manga era parte de la estrategia promocional de Sega para atraer a los niños de primaria. El equipo de diseño de Sonic trabajó con Shogakukan para crear nuevos personajes; Amy Rose y Charmy Bee se originaron en el manga antes de aparecer en los juegos.
La publicación basada en Sonic de más larga duración es Sonic the Hedgehog, un cómic estadounidense de doscientos noventa números publicado por Archie Comics desde 1993 hasta su cancelación en 2017. Archie también publicó varios spin-offs, como Knuckles the Echidna (1997-2000) y Sonic Universe (2009-2017). El cómic de Archie se basó en la premisa de la serie de televisión Sonic the Hedgehog, con Sonic y una fuerza de resistencia luchando contra el dictador Eggman. Originalmente escrita como una «comedia de acción sencilla y alegre», Sonic the Hedgehog se volvió más dramática después de que Ken Penders comenzara a escribirla con el número once. Penders siguió siendo el escritor principal de los siguientes ciento cincuenta números y desarrolló una elaborada tradición exclusiva de la serie. Ian Flynn se convirtió en escritor principal en 2006 y permaneció hasta la cancelación de la serie. Después de una batalla legal con Penders sobre la propiedad de los personajes que creó, en 2013 se reinició la serie, dejando solo los personajes introducidos en los juegos o que eran anteriores a la carrera de Penders.
En 2008, Guinness World Records reconoció a Sonic the Hedgehog de Archie como el cómic basado en un videojuego de mayor duración, y en 2016 fue uno de los cómics estadounidenses de mayor duración en el mercado. Si bien Archie planeaba publicar al menos cuatro números más allá del n.º 290, en enero de 2017 la serie tuvo una pausa abrupta y en julio, Sega anunció que ponía fin a su relación comercial con Archie a favor de una nueva asociación con IDW Publishing. El cómic de Sonic de IDW comenzó en abril de 2018. Aunque los equipos creativos de la serie Archie, como Flynn, regresaron, la serie de IDW tiene una continuidad diferente. Flynn dijo que la serie IDW difiere del cómic de Archie en que se basa en los juegos para las historias, con el primer arco argumental ambientado después de los eventos de Sonic Forces. El fandom continuó la serie de Archie de manera extraoficial, incluida la terminación de números inéditos, mientras que Penders está usando los personajes de los que obtuvo propiedad para una novela gráfica, The Lara-Su Chronicles.
Sonic the Comic, un cómic británico publicado por Fleetway Publications, se publicó en doscientos veintitrés números entre 1993 y 2002; los colaboradores incluyeron a Richard Elson, Nigel Kitching, Andy Diggle y Nigel Dobbyn. Presentaba historias dirigidas a los niños, además de secciones de noticias y reseñas. Aunque adaptó las historias de los juegos, los escritores establecieron su propia tradición. El arco de la historia final fue una adaptación suelta de Sonic Adventure en 2000, seguida de treinta y nueve números que reimprimieron historias antiguas. Luego de la cancelación de la serie, los fanáticos comenzaron Sonic the Comic Online, un webcomic no oficial que continúa las historias.

### Franquicia de películaslive-action

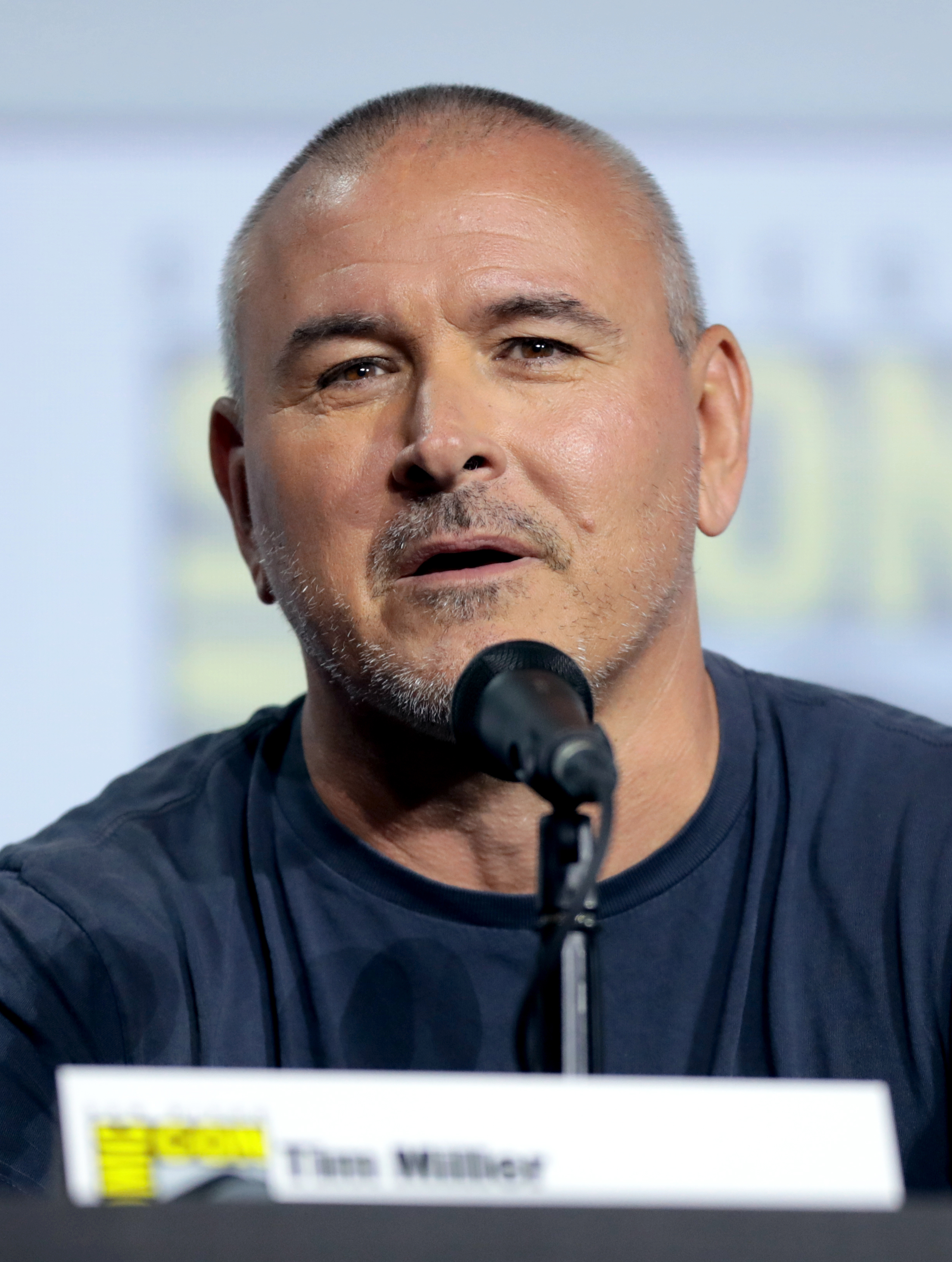
Tim Miller, productor ejecutivo de la saga cinematográfica Sonic the Hedgehog

Desde 2020, Paramount Pictures ha distribuido una serie de películas animadas de Sonic en acción real. Las películas han sido dirigidas por Jeff Fowler, escritas por Patrick Casey y Josh Miller, producidas por Neal H. Moritz y con Tim Miller como productor ejecutivo. Fowler y Miller fueron personal clave en Blur Studio, que produjo escenas de corte para Shadow the Hedgehog y Sonic '06. El desarrollo comenzó en 2013, cuando Sony Pictures Entertainment adquirió los derechos cinematográficos. En junio de 2014, anunció planes para producir Sonic the Hedgehog como una empresa conjunta con Marza Animation Planet de Sega. Paramount adquirió los derechos en octubre de 2017, después de que Sony pusiera la película en marcha. Sin embargo, la mayor parte del equipo de producción se mantuvo sin cambios.
Sonic the Hedgehog sigue a Sonic —con la voz de Ben Schwartz— en su viaje a San Francisco con un policía de un pequeño pueblo —James Marsden— para poder escapar de Eggman —Jim Carrey— y recoger sus anillos perdidos. Otros miembros del reparto incluyen a Tika Sumpter, Adam Pally y Neal McDonough, mientras que Colleen O'Shaughnessey repite su papel de voz como Tails de los juegos para un cameo en la escena de mitad de créditos. Sonic fue inicialmente rediseñado para ser más realista, con pelaje, nuevas zapatillas para correr, ojos separados y un físico más humano. El diseño provocó una reacción violenta; fue criticado por no parecerse al diseño del juego y provocó una respuesta de repulsión tipo valle inquietante por parte de los espectadores. Como tal, la película se retrasó para que Sonic pudiera ser rediseñado para parecerse mejor a los juegos. Sonic the Hedgehog se estrenó en febrero de 2020 con críticas generalmente positivas de los periodistas, quienes sintieron que superó las bajas expectativas típicamente asociadas con las películas basadas en videojuegos; la actuación de Carrey en particular fue elogiada. Se convirtió en la película basada en un videojuego más taquillera en la historia de Estados Unidos en ese momento, y fue la sexta película más taquillera de 2020.
Sonic the Hedgehog 2 se anunció en mayo de 2020 y se estrenó en abril de 2022. Presenta a Sonic y Tails intentando detener a Eggman, quien colabora con Knuckles para buscar la Master Emerald. Schwartz, O'Shaughnessey, Marsden, Carrey y Sumpter repitieron sus papeles de la primera película, mientras que Idris Elba le da voz a Knuckles. Gran parte del equipo, incluidos Fowler, Casey y Josh Miller, regresaron. Sonic 2 incorpora más aspectos de los juegos de Sonic que la primera película, incluidos elementos de la trama de Sonic 2 y Sonic 3 & Knuckles y la introducción de Shadow en la escena de mitad de créditos. Recibió críticas positivas y superó a la primera cinta como la película de videojuegos más taquillera en los EE. UU. Knuckles, una serie de televisión en streaming derivada de Paramount+, fue creada por John Whittington y se estrenó en abril de 2024. La historia se desarrolla después de los eventos de Sonic 2 y sigue a Knuckles mientras entrena a un protegido. Fue producida por el equipo creativo de las películas; Elba, Pally y Sumpter repiten sus papeles, mientras que Edi Patterson, Julian Barratt, Scott Mescudi, Ellie Taylor, Cary Elwes, Stockard Channing, Christopher Lloyd, Paul Scheer y Rob Huebel interpretan a nuevos personajes.
Sonic the Hedgehog 3, estrenada en diciembre de 2024, adapta la historia de Sonic Adventure 2. Fowler dirigió a partir de un guion de Casey, Miller y Whittington. Schwartz, O'Shaughnessey, Elba, Carrey, Marsden y Sumpter repitieron sus papeles, mientras que Keanu Reeves presta su voz a Shadow, y Krysten Ritter, Alyla Browne, James Wolk, Sofia Pernas, Cristo Fernández y Jorma Taccone interpretan a nuevos personajes. Sonic 3 está empatada con Werewolves Within (2021) como la película mejor calificada adaptada de un videojuego en Rotten Tomatoes. Paramount estaba desarrollando Sonic the Hedgehog 4 en el momento del lanzamiento de Sonic the Hedgehog 3. Está programado para ser lanzado a principios de 2027.
A enero de 2025, la serie de películas de Sonic ha recaudado más de US$1000 billones en todo el mundo. Se han incorporado elementos de las películas a los juegos de la saga, incluso en el contenido descargable (DLC) para Shadow Generations que establece que las películas tienen lugar en un universo alternativo al de los juegos.

### Mercancías

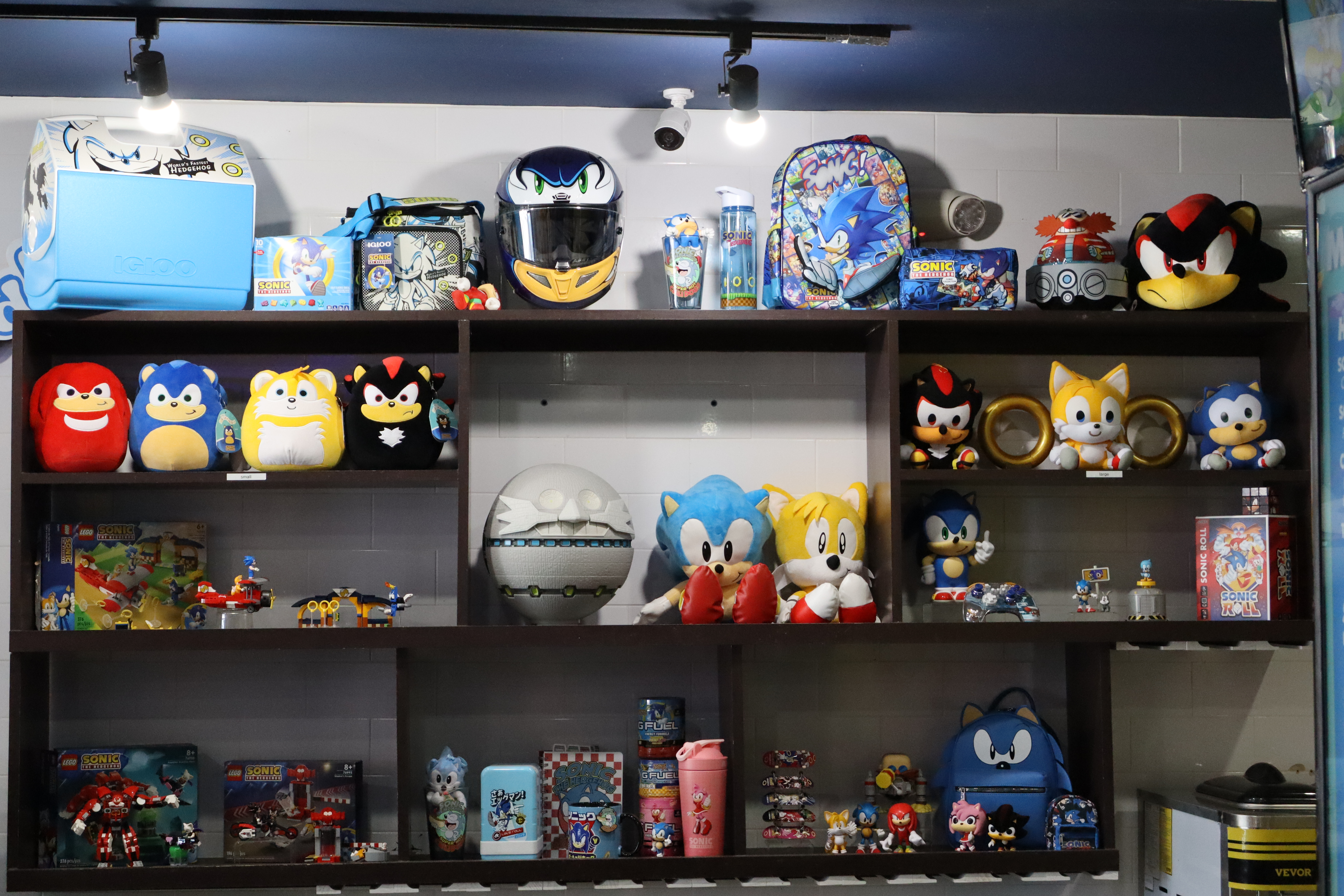
Estante con varios productos de Sonic en exhibición en Sonic the Hedgehog Speed Cafe en Katy (Texas) en 2024

La mercancía con licencia de Sonic incluye libros, ropa, bandas sonoras, juegos de mesa, y juguetes como figuras y peluches. En 2004, la franquicia Sonic the Hedgehog había generado más de mil millones de dólares en ventas de mercancías bajo licencia. Sega y McDonald's colaboraron para promociones Happy Meal con temática de Sonic en 1994 para Sonic 3 y en 2004 para Sonic Heroes. Fue la primera franquicia de videojuegos promocionada en McDonald's y se vendieron más de 50 millones de juguetes en todo el mundo. En 1996 se vendieron un millón de pares de pantalones.
First4Figures ha producido una gran cantidad de figuras de Sonic en vinilo y resina desde 2008. En enero de 2012, Sega y RHM Solutions abrieron una tienda en línea, mientras que PlayStation Gear comenzó a vender artículos en diciembre de 2017. Sega y The Lego Group colaboraron para producir un set de Lego de Green Hill Zone en 2021, después de que se sugiriera en Lego Ideas en 2019. A esto le siguió el lanzamiento de un set completo de Lego en 2023. En 2025, se lanzaron cartas de Magic: The Gathering temáticas de Sonic como parte de la serie Secret Lair.

### Eventos
El 23 de junio de 2021, para celebrar el 30 aniversario de Sonic the Hedgehog, Sega presentó el concierto Sonic the Hedgehog 30th Anniversary Symphony como una transmisión en vivo gratuita en YouTube y Twitch, protagonizado por presentaciones de arreglos orquestales de la música de Sonic a cargo de la Orquesta Filarmónica de Praga y arreglos de pop rock de Tomoya Ohtani Band y Crush 40, con Nathan Sharp como cantante invitado. El concierto se convertiría en el inicio de Sonic Symphony, una gira, con su primer concierto en vivo el 12 de octubre de 2022 en el Brasil Game Show 2022 y más conciertos a finales de 2023 y 2024.

## Recepción y legado

### Comentarios
Los juegos de plataformas de Sonic lanzados durante la década de 1990 fueron aclamados y figuran entre los mejores videojuegos de todos los tiempos. El Sonic original fue promocionado como una alternativa más rápida y genial a Super Mario World (1990). Según Zolani Stewart de Kotaku, el carácter rebelde de Sonic era representativo de la cultura de la década de 1990, «cuando la idea de rebelión individual parecía indisolublemente ligada a la cultura de consumo». Escribiendo en The Guardian, Keith Stuart observó que el énfasis de Sonic the Hedgehog en la velocidad se apartaba de los preceptos aceptados del diseño de juegos, requiriendo que los jugadores «aprendan a través de la repetición en lugar de la observación», ya que «los niveles no están diseñados para ser vistos o incluso comprendidos de una sola vez. Sonic tiene un diseño de juego incorrecto y, sin embargo... es una obra maestra». Sonic 2, Sonic CD, Sonic 3 y Sonic & Knuckles fueron elogiados por basarse en la fórmula del primer juego; en 1996, Next Generation los describió como «el espíritu de la época de la era de los 16 bits».
Después de la tranquila era del Saturn, la serie encontró una renovada popularidad durante la sexta generación de consolas de videojuegos. Sonic Adventure, aunque criticado por sus fallas técnicas y su sistema de cámara, fue aclamado por sus imágenes, interpretación y jugabilidad variada; Sonic Adventure 2 recibió elogios similares. Sin embargo, los periodistas comenzaron a sentir que la serie se estaba desviando de sus raíces, y algunos comentaron que Sonic Adventure no logró reinventar a Sonic para la era de la tercera dimensión como lo había hecho Super Mario 64 para Mario. Stewart argumentó que la adición de actuación de voz y un mayor enfoque en la trama convirtió a Sonic en «una cáscara plana y sin vida de un personaje, que escupe lemas y generalmente tiene un solo modo de personalidad, la actitud radical del tipo, la triste imagen reciclada de lo vago conceptualmente cultural de los noventa». Edwin Evans-Thirlwell de Eurogamer estuvo de acuerdo y escribió que «la valiente seriedad y la fantasía de Mario siempre disfrutarán de una vida útil más larga que el nerviosismo sobrecompensatorio [de Sonic]».
Después de Dreamcast, la posición crítica de la serie decayó. Evans-Thirlwell resumió otros juegos de Sonic en 3D como «veinte años y pico de mierdas que se acumulan lentamente». Aunque las críticas de Sonic Heroes fueron en su mayoría favorables, Stewart dijo que fue entonces cuando el enfoque en la historia y las escenas se volvió insoportable. Shadow the Hedgehog fue ampliamente criticado como un intento equivocado de aportar un sentido de madurez a la franquicia, y Sonic '06 fue criticado duramente. El desarrollador de Sonic Mania, Christian Whitehead, dijo que los cambios en la fórmula de Sonic «provinieron de un deseo, tal vez fuera de lugar, de continuar impulsando a Sonic como una marca AAA». Los periodistas, Whitehead y el exdirector de marketing de Sega of America, Al Nilsen, criticaron la cantidad de personajes añadidos a la serie, que Naka había justificado como necesario para complacer a los aficionados. Evans-Thirlwell argumentó que Sonic Team nunca había traducido con éxito la jugabilidad basada en el impulso de los juegos de Genesis a 3D y que, a diferencia de Mario, Sonic nunca tuvo un «éxito trascendental» en 3D. Simon Parkin de The Guardian señaló que mientras el creador de Mario, Shigeru Miyamoto, revisa cada juego antes de su lanzamiento, las personas que dieron forma a Sonic —Naka, Ohshima y Cerny— abandonaron Sega.
A pesar del declive crítico, los juegos Sonic de desplazamiento lateral de Dimps para Game Boy Advance y Nintendo DS fueron elogiados constantemente. Escribiendo para Destructoid, Jim Sterling dijo: «La hipérbole afirma que no hemos tenido un buen juego de Sonic desde Sonic Adventure, lo que realmente revela cuánto ignoramos los jugadores el mercado portátil... Sonic Advance y los juegos de Sonic Rush a menudo han variado desde decente a excelente, lo que hace que uno se pregunte por qué Dimps es el equipo “B” y el inferior Sonic Team es el equipo “A”». A raíz de Sonic the Hedgehog de 2006, Brett Elston de GamesRadar+ dijo que Sonic Rush Adventure había «logrado mantener vivo el espíritu [de la serie]». Sonic Unleashed fue criticado por agregar una jugabilidad beat 'em up, que Hilary Goldstein de IGN consideró que «no tenía nada que ver con Sonic en absoluto». Los críticos sugirieron que Unleashed habría sido mejor recibido si se hubiera centrado en sus niveles de plataformas basados en la velocidad, que fueron ampliamente elogiados.
En octubre de 2010, Sega quitó de los minoristas juegos de Sonic con puntuaciones promedio o inferiores al promedio en el sitio web del agregador de reseñas Metacritic, para aumentar el valor de la marca y evitar confundir a los clientes. Ese mes, Sonic the Hedgehog 4: Episode I fue lanzado con elogios generales, y Goldstein lo describió como «corto pero agradable y que vale la pena descargar». Sonic Colors, lanzado poco después, fue aclamado como un regreso a la forma, al igual que Sonic Generations de 2011. Aunque Evans-Thirlwell consideraba a Sonic Generations el mejor juego de Sonic en 3D, lo llamó «una admisión de derrota» por representar las encarnaciones 2D y 3D de Sonic «juntas sólo para recordarnos sus profundas diferencias». Sonic Lost World se lanzó en 2013 con críticas más variadas, algunos revisores lo consideraron una nueva versión de la fórmula de Sonic y otros un desastre mal diseñado. Los dos juegos de Sonic Boom recibieron críticas negativas y vendieron solo 490 000 copias combinadas en febrero de 2015, lo que los convierte en los juegos de Sonic peor vendidos. Ese año, Iizuka admitió que Sonic Team había priorizado el envío de juegos sobre la calidad y no tenía suficiente participación en juegos de Sonic de terceros como Sonic Boom. El director ejecutivo de Sega, Haruki Satomi, reconoció que Sega en general había «traicionado parcialmente» la confianza de sus fans de toda la vida y esperaba centrarse en la calidad sobre la cantidad.
En junio de 2015, el director de relaciones públicas de Sonic, Aaron Webber, se hizo cargo de la cuenta de Twitter de la serie. Bajo su control, la cuenta @sonic_hedgehog se hizo famosa por publicar memes en Internet y hacer comentarios autocríticos sobre el declive crítico de la franquicia. Según Allegra Frank de Polygon, Webber «tuvo un efecto importante en la franquicia, cultivando una nueva personalidad para el personaje, una que ha creado un renovado sentido de esperanza». El anuncio de Sonic Mania en 2016 trajo más esperanzas para el futuro de la serie Sonic. Los periodistas lo describieron como una verdadera continuación de los juegos del Genesis, teniendo éxito donde los juegos anteriores, como Sonic Rush y Sonic 4, habían fracasado. Lanzado en agosto de 2017, se convirtió en el juego de Sonic con mejores críticas en quince años. Matt Espineli de GameSpot dijo que «supera las expectativas de cómo puede verse y jugarse un nuevo juego de la franquicia, logrando ser al mismo tiempo una celebración encantadora del pasado y una progresión natural de la clásica fórmula 2D de la serie». Muchos lo llamaron uno de los mejores juegos de la serie y expresaron entusiasmo por el futuro de Sonic, aunque Sonic Forces, lanzado unos meses después, recibió críticas mixtas.

### Ventas
Sonic the Hedgehog es una de las franquicias de videojuegos más vendidas. Las ventas acumuladas de la serie alcanzaron 89 millones de unidades en marzo de 2011 y más de 140 millones en 2016. Sólo la serie Mario & Sonic vendió más de 19 millones de unidades en 2011. Los juegos de Sonic the Hedgehog habían recaudado más de 5 mil millones de dólares en ventas en 2014. Las ventas de series y las descargas de juegos móviles gratuitos totalizaron 920 millones de unidades en 2019 y más de 1140 millones de unidades en 2020, 1.6 billones en 2023, y más de 1.770 millones de unidades para 2024. En 1993, Sonic empató con Mario como la personalidad del entretenimiento con mayores ingresos del año, generando cada uno 500 millones de dólares —1 010 millones de dólares ajustados a la inflación— en ventas de juegos digitales ese año. En el Reino Unido, Sonic fue la sexta franquicia de juegos más vendida entre 1996 y 2012.
Los juegos individuales también han sido los más vendidos. El juego original es el juego de Sega Genesis más vendido, mientras que Sonic the Hedgehog 2 es el juego de Game Gear más vendido, Sonic CD es el juego de Sega CD más vendido y Sonic Adventure es el juego de Dreamcast más vendido. Sonic Adventure 2 es el octavo juego de GameCube más vendido en los EE. UU. y el juego de GameCube más vendido que no fue publicado por Nintendo. Tras su lanzamiento, Sonic the Hedgehog 2 estableció récords por ser el juego de ventas más rápidas, vendiendo 3,2 millones de copias en todo el mundo en dos semanas en 1992. El Sonic the Hedgehog original ganó más de 400 millones de dólares en 1997 —860 millones de dólares ajustados a la inflación—. Sonic the Hedgehog 2 recaudó 450 millones de dólares en 1992 —940 millones de dólares ajustados a la inflación—, convirtiéndose en el producto de entretenimiento doméstico de mayor recaudación del año.
| Año                 | Videojuego                                     | Plataforma(s)                                                                     | Ventas                                 |
| ------------------- | ---------------------------------------------- | --------------------------------------------------------------------------------- | -------------------------------------- |
| 1991                | Sonic the Hedgehog                             | Sega Genesis                                                                      | 15 millones (incluidas con el Genesis) |
| 1992                | Sonic the Hedgehog 2                           | Sega Genesis                                                                      | 6 millones                             |
| 1993                | Sonic CD                                       | Sega CD                                                                           | 1.5 millones                           |
| 1994                | Sonic the Hedgehog 3 y Sonic & Knuckles        | Sega Genesis                                                                      | 4 millones                             |
| 1996                | Sonic 3D Blast                                 | Sega Genesis                                                                      | 700 000                                |
| 1998                | Sonic Adventure                                | Dreamcast                                                                         | 2.5 millones                           |
| 2001                | Sonic Adventure 2                              | Dreamcast                                                                         | 500 000                                |
| 2001                | Sonic Adventure 2: Battle                      | GameCube                                                                          | 1.54 millones                          |
| 2001                | Sonic Advance                                  | Game Boy Advance                                                                  | 1.31 millones                          |
| 2003                | Sonic Mega Collection                          | GameCube                                                                          | 1.453 millones                         |
| 2003                | Sonic Heroes                                   | PlayStation 2, Xbox, GameCube                                                     | 3.41 millones                          |
| 2003                | Sonic Mega Collection Plus                     | PlayStation 2, Xbox                                                               | 2 millones                             |
| 2005                | Shadow the Hedgehog                            | PlayStation 2, Xbox, GameCube                                                     | 2.06 millones                          |
| 2006                | Sonic the Hedgehog                             | Teléfonos móviles                                                                 | 8 millones en EE. UU. y Reino Unido    |
| 2006                | Sonic the Hedgehog (2006)                      | Xbox 360, PlayStation 3                                                           | 870 000                                |
| 2008                | Sonic Unleashed                                | PlayStation 2, Wii, Xbox 360, PlayStation 3                                       | 2.45 millones                          |
| 2010                | Sonic & Sega All-Stars Racing                  | PlayStation 3, Xbox 360, Wii, Nintendo DS, Windows                                | 1.07 millones                          |
| 2010                | Sonic Colors                                   | Wii, Nintendo DS                                                                  | 2.18 millones                          |
| 2011                | Sonic Generations                              | PlayStation 3, Xbox 360, Windows, Nintendo 3DS                                    | 1.85 millones                          |
| 2012                | Sonic & All-Stars Racing Transformed           | PlayStation 3, Xbox 360, Wii U, Nintendo 3DS                                      | 1.36 millones                          |
| 2013                | Sonic Lost World                               | Wii U, Nintendo 3DS                                                               | 710 000                                |
| 2014                | Sonic Boom: Rise of Lyric y Shattered Crystal  | Wii U, Nintendo 3DS                                                               | 620 000                                |
| 2017                | Sonic Mania                                    | Nintendo Switch, PlayStation 4, Xbox One, Windows                                 | 1 millón                               |
| 2022                | Sonic Frontiers                                | Nintendo Switch, PlayStation 4, PlayStation 5, Xbox One, Xbox Series X/S, Windows | 3.5 millones                           |
| 2023                | Sonic Superstars                               | Nintendo Switch, PlayStation 4, PlayStation 5, Xbox One, Xbox Series X/S, Windows | 2.4 millones                           |
| 2024                | Shadow Generations                             | Nintendo Switch, Nintendo Switch 2, PlayStation 5, Xbox Series X/S, Windows       | 2 millones                             |
| Serie Mario & Sonic | Serie Mario & Sonic                            | Serie Mario & Sonic                                                               | 19 millones                            |
| 2007                | Mario & Sonic at the Olympic Games             | Wii, Nintendo DS                                                                  | 11.31 millones                         |
| 2009                | Mario & Sonic at the Olympic Winter Games      | Wii, Nintendo DS                                                                  | 6.53 millones                          |
| 2011                | Mario & Sonic at the London 2012 Olympic Games | Wii, Nintendo 3DS                                                                 | 3.28 millones                          |
| 2019                | Mario & Sonic at the Olympic Games Tokyo 2020  | Nintendo Switch                                                                   | 159 000+                               |

### Efecto en la industria
Principalmente debido a su inclusión con el Genesis, Sonic the Hedgehog contribuyó en gran medida a la popularidad de la consola en Norteamérica. Entre octubre y diciembre de 1991, el Genesis vendió más que su principal competidor, el Super Nintendo Entertainment System, en una proporción de dos a uno; en su apogeo en enero de 1992, Sega tenía el 65 por ciento del mercado de consolas de 16 bits. Aunque Nintendo finalmente recuperó la posición número uno, era la primera vez desde diciembre de 1985 que Nintendo no lideraba el mercado de consolas. 1UP.com le dio crédito a Sonic por «cambiar el curso» de la guerra de las consolas de 16 bits, ayudando a convertir a Sega en un jugador dominante y un gigante de la industria.
Durante la era de los 16 bits, Sonic inspiró juegos de plataformas similares protagonizados por mascotas animales, incluida la serie Bubsy, Aero the Acro-Bat (1993), James Pond 3 (1993), Earthworm Jim (1994), y Zero the Kamikaze Squirrel (1994). Los juegos de «animales con actitud» se trasladaron a la era 3D, y los desarrolladores de Gex (1995) y Crash Bandicoot (1996) citaron a Sonic como una gran inspiración. Según Levi Buchanan de IGN, «Sonic inspiró a tantos de estos imitadores que prácticamente se convirtieron en un subgénero completo del juego de plataformas». Thorpe escribió que «es difícil hacer un seguimiento de cuántos programadores han citado [Sonic the Hedgehog] como una barra con la que han medido su propio trabajo», mientras que Phil Hornshaw de Complex señaló que pocos personajes de mascotas animales lograron el mismo éxito que Sonic. Respecto a la influencia de la serie, Thorpe escribió:

Cada conferencia del E3 se remonta a la guerra de consolas que realmente estalló cuando Sonic y Mario se pusieron uno al lado del otro. Cada vez que los juegos de consola han presionado para obtener un grupo de edad objetivo mayor, eso es algo en lo que Sonic estaba a la vanguardia, y ampliar la demografía ha sido importante para el crecimiento de la industria de los juegos, ya sea por razones de contenido... o atractivo. Cinco años antes del lanzamiento internacional coordinado de Sonic 2, tu experiencia de juego dependía en gran medida de dónde vivías... Hoy en día, con lanzamientos globales el mismo día y consolas sin regiones, eso parece haber pasado toda una vida. Y, por supuesto, cada vez que compres DLC, quizás quieras pensar en Sonic & Knuckles. Y, por supuesto, todo eso sin mencionar la legión de juegos de plataformas de mascotas que surgieron después de la serie Sonic.

Computer and Video Games le dio crédito a Sonic the Hedgehog por ayudar a popularizar los videojuegos de consola en el Reino Unido, donde las computadoras domésticas anteriormente dominaban el mercado de los videojuegos domésticos. Frank Cifaldi, un conservacionista de videojuegos y fundador de la Video Game History Foundation (VGHF), dijo que la documentación de los fanáticos de Sonic sobre los prototipos de Sonic the Hedgehog 2 influyó en la forma en que se estudia la historia de los videojuegos, y que la VGHF tiene sus raíces en su interés en el desarrollo de Sonic 2.

### Impacto cultural
En 1992, Sonic, uno de los personajes de videojuegos más populares del mundo, era más reconocible para los niños de seis a once años que Mickey Mouse de Disney. En 1993, Sonic se convirtió en el primer personaje de videojuegos en tener un globo inflable en el Macy's Thanksgiving Day Parade, y fue uno de los cuatro personajes incluidos en el Walk of Game en 2005, junto con Mario, Link y Master Chief. Además, un equipo japonés que desarrolla la instrumentación de Radio & Plasma Wave Investigation (RPWI) para la nave espacial Jupiter Icy Moons Explorer, que será lanzada por la ESA y Airbus en 2023, recibió aprobación para utilizar a Sonic como mascota. Sonic y Eggman aparecen como personajes secundarios en las películas de Walt Disney Animation Studios Wreck-It Ralph (2012) y Ralph Breaks the Internet (2018), mientras que Sonic hace cameos en Ready Player One (2018) de Steven Spielberg y Chip 'n Dale: Rescue Rangers (2022).
La franquicia es conocida por su fandom excéntrico y apasionado, que produce medios no oficiales, incluidos fangames, fan fiction, mods y hacks de ROM de juegos existentes, fan films y fan art. Caty McCarthy de USGamer señaló que muchos fanáticos han seguido apoyando la serie a pesar de juegos mal recibidos como Sonic the Hedgehog de 2006, y le dio crédito al fandom por ayudar a mantener el interés público en la franquicia. Los fangames de Sonic notables incluyen Sonic After the Sequel (2013), ambientado entre los eventos de Sonic the Hedgehog 2 y 3, y Sonic Dreams Collection (2015), que satiriza el fandom de la serie. El equipo de desarrollo de Sonic Mania incluía personas que habían trabajado en fangames y hacks de ROM de Sonic, mientras que Iizuka dijo que el sistema de personalización de personajes en Sonic Forces fue influenciado por la tendencia de la comunidad de Sonic a crear personajes originales. Summer of Sonic, una convención anual de aficionados dedicada a la serie y celebrada en el Reino Unido, fue fundada por Svend Joscelyne y Adam Tuff y se celebró por primera vez en 2008.
Sonic ha inspirado varios memes de Internet, que han sido reconocidos por Sega y mencionados en los juegos. «Sanic hegehog», un Sonic tosco dibujado en Microsoft Paint, se originó en 2010; normalmente, el meme usa uno de los eslóganes de Sonic pero con mala gramática. La cuenta de Twitter de Sonic ha hecho numerosas referencias a él, y apareció como contenido descargable oficial en Sonic Forces con camisetas del juego y como un chiste visual en la película Sonic the Hedgehog. Sanic también inspiró memes y parodias similares y William Moo de Syfy Wire lo describió como «la prueba perfecta del retorcido amor y aprecio que muchos tienen» por Sonic. En enero de 2018, los jugadores inundaron el juego de realidad virtual VRChat con avatares que representaban a «Ugandan Knuckles», una versión deformada de Knuckles the Echidna. El personaje surgió de una reseña de 2017 de Sonic Lost World realizada por el youtuber Gregzilla, así como por los fanáticos del transmisor Forsen de PlayerUnknown's Battlegrounds, que a menudo hacen referencia al país africano Uganda. El meme de Ugandan Knuckles fue controvertido por su percibida insensibilidad racial, y el creador del avatar lamentó cómo se utilizó. En respuesta, la cuenta de Twitter de Sonic alentó a los jugadores a respetar a los demás y donar a una organización benéfica de Uganda a través de GlobalGiving.
El gen Sonic hedgehog, identificado por primera vez por su papel en el desarrollo embrionario de la mosca de la fruta, lleva el nombre de Sonic. A Robert Riddle, entonces becario postdoctoral en el Tabin Lab, se le ocurrió el nombre después de que su esposa comprara una revista que contenía un anuncio de Sonic. Una mutación en el gen hace que las larvas de mosca tengan dentículos puntiagudos, que recuerdan a Sonic.